# Liste der Baudenkmäler in Wegberg
Die Liste der Baudenkmäler in Wegberg enthält die denkmalgeschützten Bauwerke auf dem Gebiet der Stadt Wegberg im Kreis Heinsberg in Nordrhein-Westfalen (Stand: September 2011). Diese Baudenkmäler sind in der Denkmalliste der Stadt Wegberg eingetragen; Grundlage für die Aufnahme ist das Denkmalschutzgesetz Nordrhein-Westfalen (DSchG NRW).

| Bild                               | Bezeichnung                         | Lage                                               | Beschreibung | Bauzeit                                       | Eingetragen seit                                            | Denkmal- nummer |
| ---------------------------------- | ----------------------------------- | -------------------------------------------------- | --- | --------------------------------------------- | ----------------------------------------------------------- | --------------- |
| Wegekreuz                          | Wegekreuz                           | Klinkum Alte Landstraße 42 Karte                   | Historisches Stiftungskreuz von 1847, Blaustein mit Bronzekorpus; im Sockel Inschrift; im Kreuzfuß Nische mit Hostienkelch aus Bronze; Strahlenkreuz in Blaustein vergoldet. Kreuzinschrift: Der Wittwer HEINRICH GOTZEN stiftete dieses Kreuz im Jahre 1847 | 1847                                          | 13. Mai 1985                                                | 62              |
| weitere Bilder                     | Brigida-Kapellchen                  | Klinkum Alte Landstraße 174 Karte                  | Backsteinkapellchen mit neuem Walmdach in Schiefer; seitlich Ochsenaugenfenster; Rechteckgrundriss; in Rückwandnische mit halbrundbogen, Mosaik-belegt; hinter Plastik der Brigida in Mosaik Mandorla mit Strahlenkranz; in Nischenbogen Inschrift: „Sankt Brigida bitte für uns“. Marmoraltar; Wandplatten aus der Erbauerzeit um 1900. | 1900                                          | 13. Mai 1985                                                | 63              |
| Pfarrhaus                          | Pfarrhaus                           | Klinkum Alte Landstraße 76 Karte                   | Errichtet 1906; zweigeschossig in 5 : 2 Achsen, an der Fassade ein zweiachsiger risalitartiger Vorbau, der einen eigenen Giebel hat; Backstein, das ganze Gebäude mit neugotischen Schmuckformen. | 1906                                          | 1. Februar 1985                                             | 60              |
| weitere Bilder                     | Pfarrkirche                         | Klinkum Alte Landstraße 78 Karte                   | Erbaut 1903/04; eine neugotische dreischiffige Hallenkirche mit Querhaus, Chor und vorgestelltem Westturm. | 1903/04                                       | 1. Februar 1985                                             | 59              |
| Bahnhof Wegberg                    | Bahnhof Wegberg                     | Wegberg Am Bahnhof 5 Karte                         | Komplett erhaltener Kleinstadtbahnhof mit Empfangsgebäude, Güterschuppen, Toilettenhäuschen sowie Stellwerk. | 1879                                          | 31. Januar 2003                                             | 170             |
| Feldkreuz                          | Feldkreuz                           | Schwaam Am Halfesweg Karte                         | Errichtet im Jahre 1728; Blausteinkreuz auf hohem Sockel mit Korpus; im Sockel Nische mit neuer Marienfigur; auf dem Sockel noch eine Marienfigur mit Relief und Inschrift mit Datum 1804; auf der Rückseite eine weitere Inschrift mit Wappen und dem Datum 1773; der Sockel mit Nische ist 1877 datiert. | 1728                                          | 1. April 1985                                               | 110             |
| Wegekreuz                          | Wegekreuz                           | Klinkum Am Tömp 1 Karte                            | Errichtet 1877; Blausteinkreuz mit hohem zweiteiligem Sockel und Korpus; auf dem Sockel eine Inschrift mit der Datierung, darüber eine Nische mit dem Relief eines Hostienkelches; das Kreuz von zwei Villenbäumen gerahmt. Kreuzinschrift: CHRISTUS DIR ZUR EHRE ERRICHTEN WIR DIESES KREUZ DENN NUR IM KREUZ ALLEIN IST HEIL ANNO 1877 | 1877                                          | 1. Februar 1985                                             | 61              |
| Wohnhaus                           | Wohnhaus                            | Klinkum Am Tömp 6 Karte                            | Das Gebäude Am Tömp 6 ist eingebunden in eine Gruppe mehrerer Einzelgebäude, die zusammen wohl ehemals eine Hofanlage ausbildeten. Während es sich sonst um Gebäude des 19. Jahrhunderts oder jünger handelt, ist das traufständige Haus Nr. 6 eine im Gebinde noch weitgehend erhaltene zweigeschossige Fachwerkkonstruktion, die mit ihren in vier Achsen liegenden Gefachen mit kleinen Querstreben und Zapfenverbindungen in das frühe 18. Jahrhundert datierbar ist. Die Inschrift eines im Bauzusammenhang gefundenen Türsturzbrettes lässt auf Baujahr und Erbauer schließen: „IHS ANNO 1718 / DEN 7 TAG IVNIVS HAT HENDRICH / STEFFENS VND MARIA VEITEN ELFVI DIS HAVS MIT DER GOTTES HULF GEB / AWET GOT BEWAHRE ES FVR AL VN (Ecke ausgebrochen)“ Die Gefache der vorderen Fassade sind heute mit Ziegeln ausgemauert, bei Innenwänden ist aber zum Teil noch Lehmstakung erkennbar. Während der jüngsten Sanierung wurde ein weiterer Dachüberstand auf großen Streben über die gesamte Breite wiederhergestellt. | 1718                                          | 19. Februar 2001                                            | 166             |
| Wegekreuz                          | Wegekreuz                           | Watern An der Bockenmühle Karte                    | Errichtet 1837; Blaustein-Kreuz mit neuem Metallkorpus; hoher Sockel mit Nische; im Sockel Inschrift mit Jahreszahl. Kreuzinschrift: ANNO 1837 BEIDE EHELEUTE C.H.BOCKEN UND A.F.WIRZT HABEN DIESES KREUTZ ZUM ANDENKEN ZETZEN LASEN | 1837                                          | 1. April 1985                                               | 130             |
| weitere Bilder                     | Kapelle                             | Kipshoven An der Kapelle Karte                     | Errichtet um 1500; spätgotische Backstein-Kapelle; mit Dachreiter; dreischiffige Hallenkirche; im Inneren mit spätgotischer Ausmalung und Ausstattungsstücken, z. T. auch mit neugotischen Ausstattungsstücken; neben dem Eingangsportal ein Chronogramm; links ein Stein aus dem 15. Jahrhundert. | um 1500                                       | 1. Februar 1985                                             | 55              |
| Wegekreuz                          | Wegekreuz                           | Tetelrath An der Landstraße 126 Karte              | Neugotisches Kreuz aus der Zeit vor 1900. Das Kreuz ist aus Naturstein mit einer Inschrifttafel aus Marmor. Kreuzinschrift: Im Kreuz allein ist Heil 1884 | 1884                                          | 24. April 1990                                              | 154             |
| Gehöft Haus Beeck                  | Gehöft Haus Beeck                   | Beeck An Haus Beeck 1 Karte                        | Zweigeschossige Anlage in Backstein mit einem Torturm in der Mitte, Backstein weiß geschlämmt; die Fenster weitgehend erneuert, der Torturm mit einer Blausteintordurchfahrt und einem Walmdach überdeckt. | 1279 erste urkundliche Erwähnung              | 10. Dezember 1984                                           | 11              |
| Wohnhaus                           | Wohnhaus                            | Rickelrath Angerweg 4 Karte                        | Errichtet 1839; dreiflügeliger Hof in Backstein; zweigeschossiges Wohnhaus in fünf Achsen mit Krüppelwalmdach, Türgewände und Fensterbänke in Blaustein; z. T. verputzt; seitlich der Giebel und die Fenster erneuert; an der Fassade die Jahreszahl 1839 in Ankersplinten; die Wirtschaftsgebäude zum Teil in Fachwerk. | 1839                                          | 1. April 1985                                               | 104             |
| Wohnhaus                           | Wohnhaus                            | Rickelrath Angerweg 5 Karte                        | Errichtet im 18. und 19. Jahrhundert; Backsteingehöft; Wohnhaus zweigeschossig in fünf Achsen mit Walmdach; zum Haus Nr. 5 ein Wirtschaftsflügel mit einer Tordurchfahrt aus 1894; die Wirtschaftsflügel zum großen Teil erneuert. | 1894                                          | 17. April 1985                                              | 95              |
| Wohnhaus                           | Wohnhaus                            | Rickelrath Angerweg 7 Karte                        | Errichtet 1858; Backsteingehöft; Wohnhaus zweigeschossig in fünf Achsen; Türgewände und Fensterbänke in Blaustein; an der Fassade in Ankersplinten Monogramm und die Jahreszahl 1858. | 1858                                          | 1. April 1985                                               | 96              |
| Fachwerkhaus                       | Fachwerkhaus                        | Rickelrath Angerweg 9 Karte                        | Kern des Hauses aus dem 18. Jahrhundert; zweigeschossiges Fachwerkhaus mit Krüppelwalmdach; seitlich mit Backsteinen verblendet; die rückwärtigen Gebäude erneuert. | 18. Jahrhundert                               | 1. April 1985                                               | 97              |
| Wohnhaus                           | Wohnhaus                            | Rickelrath Angerweg 18 Karte                       | Errichtet 1903; vierflügeliger Backsteinhof; Wohnhaus zweigeschossig in vier Achsen; über der Toreinfahrt die Jahreszahl 1903. | 1903                                          | 1. April 1985                                               | 105             |
| Wohnhaus                           | Wohnhaus                            | Rickelrath Angerweg 20 Karte                       | Errichtet im 18./19. Jahrhundert; dreiflügeliger Hof in Fachwerk; giebelständiges Wohnhaus mit Krüppelwalm; eingeschossig mit einem Giebelgeschoss; seitlich im 19. Jahrhundert mit Backstein verblendet; die Vorderfront in Backstein verblendet; einige Gefache in Backstein ausgefüllt; die rückwärtige Front der Scheune in Schwemmsteinen erneuert. Dazugehörig ein Fachwerk-Backhaus aus dem 18. Jahrhundert | 18. Jahrhundert                               | 1. April 1985                                               | 106             |
| Pfarrhaus                          | Pfarrhaus                           | Rickelrath Angerweg 28 Karte                       | Pfarrhaus aus dem 18. Jahrhundert in Blaustein; zweigeschossig in fünf Achsen, Walmdach, rechts daneben ein eingeschossiger Anbau in zwei Achsen. | 18. Jahrhundert                               | 1. April 1985                                               | 89              |
| Wohnhaus                           | Wohnhaus                            | Rickelrath Angerweg 35 Karte                       | Errichtet im 18./19. Jahrhundert; Hof in Backstein und Fachwerk; Frontgebäude aus der Mitte des 19. Jahrhunderts; zweigeschossig in vier Achsen mit Krüppelwalmdach; Türgewände in Blaustein; erneuerter rückwärtiger Anbau; rückwärtig ein Fachwerkgehöft aus einem giebelständigen Wohnhaus und zwei Scheunen mit Krüppelwalmdächern, das Wohnhaus war ursprünglich etwas schmaler und ist später verbreitert worden. | 18. und 19. Jahrhundert                       | 1. April 1985                                               | 98              |
| Wohnhaus                           | Wohnhaus                            | Rickelrath Angerweg 39 Karte                       | Errichtet im 18. Jahrhundert; Kern des Fachwerkgehöftes älter; giebelständiges zweigeschossiges Wohnhaus; daneben ein Wirtschaftsflügel, Traufanbau mit Toreinfahrt; ein Durchgang zugesetzt, auf dem Balken darüber erneuerte Inschrift mit Jahreszahl 1781 | 1781                                          | 1. April 1985                                               | 99              |
| Wohnhaus                           | Wohnhaus                            | Rickelrath Angerweg 47 Karte                       | Errichtet in der ersten Hälfte des 19. Jahrhunderts; vierflügeliger Hof in Backstein und Fachwerk mit Krüppelwalmdach; zweigeschossig in fünf Achsen; Türgewände und Fensterbänke in Blaustein; die Wirtschaftsgebäude zum Teil in Fachwerk; die rückwärtige Scheune mit Krüppelwalmdach. | 1. Hälfte des 19. Jahrhunderts                | 1. April 1985                                               | 100             |
| Eiskeller                          | Eiskeller                           | Dalheim Anton-Raky-Straße Karte                    | Zum Wohnhaus Anton-Raky-Straße 18 in Wegberg-Arsbeck zugehöriges ruinenartiges Gebilde aus lagerhaftem Bruchstein mit künstlichem Grottierwerk. | 1902–1904                                     | 1. Februar 1985                                             | 5               |
| Wasserturm                         | Wasserturm                          | Dalheim Anton-Raky-Straße 18 Karte                 | Ehemaliger Wasserturm (im Volksmund „Hexenturm“ genannt) erbaut Anfang des 20. Jahrhunderts zur Wasserversorgung der am Raky-Weiher gelegenen Wohngebäude. | 1902/03                                       | 1. Februar 1985                                             | 3               |
| Wohnhaus mit Pavillon              | Wohnhaus mit Pavillon               | Dalheim Anton -Raky-Straße 19 Karte                | Wohnhaus erbaut Anfang des 20. Jahrhunderts, verputzt mit Werksteingliederung, in Grundriss ein Rundturm mit einem Anbau mit neubarockem Giebel, daneben ein kleiner Rundtempel auf Säulen mit einem Krüppelwalmdach. | Anfang des 20. Jahrhunderts                   | 1. Februar 1985                                             | 4               |
| Forsthaus                          | Forsthaus                           | Dalheim Anton-Raky-Straße 25 Karte                 | Anfang des 20. Jahrhunderts errichtetes Wohnhaus, verputzt, giebelständig mit traufbau, der Giebel mit Fachwerk vorgeblendet. Der Anbau besteht aus einem symmetrisch aufgebauten rechteckigen Baukörper, eineinhalbgeschossig, im Erdgeschoss verputzt mit zwei Türen und drei Fenstern, jeweils mit Kämpfer und Oberlicht, das Halbgeschoss aus Fachwerk, Satteldach mit Biberschwanzbedeckung und mittig eingesetztem Quergiebel mit Eingang zum Speicherraum. | 1775                                          | 1. Februar 1985                                             | 35              |
| Kapellchen                         | Kapellchen                          | Merbeck Arsbecker Straße Karte                     | Errichtet Ende 19. Jahrhundert; Backstein; im Inneren Kreuzigungsgruppe in Holz | Ende des 19. Jahrhunderts                     | 1. Februar 1985                                             | 67              |
| weitere Bilder                     | Kriegerehrenmal                     | Merbeck Arsbecker-/St. Maternusstraße Karte        | Errichtet um 1920; in der Form einer Wegekapelle in Sand- und Kalkstein, Rückwand in rotem Klinker, darüber gemauertes Gewölbe; im Giebel ein Relief des hl. Michael; in Inneren neben dem Kreuz mit Korpus zwei Gedenktafeln; Dachbedeckung in halbrunden Schieferplatten. | 1920er Jahre                                  | 1. Februar 1985                                             | 69              |
| Friedhofsanlage                    | Friedhofsanlage                     | Wegberg Bahnhofstraße Karte                        | Im Jahre 1849 aufgerichtet; die Anlage besitzt noch einige ältere Grabsteine des 19. und des frühen 20. Jahrhunderts. Kreuzinschrift: ICH BIN DIE AUFERSTEHUNG UND DAS LEBEN WER AN MICH GLAUBT WIRD LEBEN WENN ER AUCH GESTORBEN IST: JOH. XI. 25 1849 | 1849                                          | 15. April 1985                                              | 141             |
| Dorfkreuz                          | Dorfkreuz                           | Dorp Bahnhofstraße Karte                           | Muschelkalkkreuz mit Zinkgußkorpus; errichtet im Kriegsjahr 1915; Bildhauer: H. Verbocket, M. Gladbach-Dahl. Im Kreuzfuß Mariennische mit Gipsplastik, Madonna dargestellt. Sockel mit Granitinschrifttafel: „Wir beten Dich an Herr Jesus Christus Und sagen Dir Dank. Denn durch Dein H. Kreuz Hast Du die Welt erlöst.“ | 1915                                          | 14. Mai 1985                                                | 149             |
| Wegestock                          | Wegestock                           | Wegberg Bahnhofstraße/Birkenallee Karte            | Errichtet am Ende des 19. Jahrhunderts in Backstein, Figurnische mit der Figur des Hl. Antonius | Ende des 19. Jahrhunderts                     | 15. April 1985                                              | 136             |
| weitere Bilder                     | Kapelle                             | Uevekoven Barbarastraße 2 Karte                    | Errichtet im Jahre 1902; einschiffige neuromanische Backsteinkirche mit polygonalem Schluss; Dachreiter mit Glockenstuhl; neu angebautes Sakristeigebäude. | 1902                                          | 1. April 1985                                               | 123             |
| Wohnhaus                           | Wohnhaus                            | Uevekoven Barbarastraße 46 Karte                   | Kern des Hauses im 17. Jahrhundert errichtet; zweigeschossiges giebelständiges Fachwerkhaus mit Krüppelwalmdach, Giebelseite verputzt, am Giebel die Fenster im 19. Jahrhundert verändert. | Kern 17. Jahrhundert                          | 1. April 1985                                               | 128             |
| Kreuz                              | Kreuz                               | Wegberg Beecker Straße/Ophover Weg Karte           | Errichtet in der zweiten Hälfte des 19. Jahrhunderts; neugotisches Werksteinkreuz; gefasst, mit hohem Sockel; Korpus aus Bronze. | 2. Hälfte 19. Jahrhundert                     | 15. April 1985                                              | 140             |
| Wohnhaus                           | Wohnhaus                            | Wegberg Beecker Straße 6 Karte                     | Zweigeschossiges Gebäude in sechs Achsen mit Krüppelwalmdach aus der Mitte des 19. Jahrhunderts. Bei dem Gebäude handelt es sich um einen alten Posthof, wo die Pferde ausgespannt wurden und die Reisenden übernachten konnten. Im Inneren erhaltene Kölner Decken und der Dachstuhl sowie das Mauerwerk weisen noch deutlich auf diese Posthofzeit hin. | 18. Jahrhundert                               | 1. Dezember 1985                                            | 152             |
| Hofanlage                          | Hofanlage                           | Rath-Anhoven Buchholzer Straße 10 Karte            | Errichtet 1877; vierflügeliger Hof in Backstein mit Krüppelwalmdach; Wohnhaus zweigeschossig in fünf Achsen und einer Torachse; Türgewände und Fensterbänke in Blaustein; im Türsturz Monogramme und Jahreszahl; die Wirtschaftsgebäude erneuert. | 1877                                          | 1. März 1985                                                | 81              |
| weitere Bilder                     | Burg                                | Wegberg Burgstraße 8–10 Karte                      | Eine wasserumwehrte Anlage, Hausgebäude zweigeschossig in neun Achsen mit einachsigem Mittelrisalit mit Treppengiebel; Backstein; Fensterbänke in Blaustein; neugotische Schmuckformen. | ursprüngliche Burg 14. Jahrhundert            | 15. April 1985                                              | 143             |
| Kreuz                              | Kreuz                               | Wegberg Burgstraße/Venloer Straße Karte            | Errichtet im Jahre 1694; Blausteinkreuz mit Metallkorpus mit zweiteiligem Sockel; mit Muschelnische, auf dem Sockel Inschrift mit Stiftername und Datum. Kreuzinschrift: JACOBUS WARMERS CATHARINA BALDOUIN P.P. M D C C X C I V | 1694                                          | 15. April 1985                                              | 139             |
| weitere Bilder                     | Wegberger Mühle, ehem. Wassermühle  | Wegberg Burgstraße 4 Karte                         | Backsteinmühlengebäude, später überputzt; fünfachsig; davon eine Fensterachse verbreitert; links Mahlraum mit kompletter Ausstattung. Die Mühle wurde 2003 von der Stadt Wegberg gekauft und anschließend restauriert. Die Einweihung der neuen Räumlichkeiten erfolgte im Juli 2009. | ursprünglich vor 1654                         | 15. Mai 1985                                                | 148             |
| Wohnhaus                           | Wohnhaus                            | Rickelrath Dahlener Straße 1 Karte                 | Errichtet in der zweiten Hälfte des 19. Jahrhunderts; zweigeschossiges Wohnhaus in Backstein in 4 : 2 Achsen mit Krüppelwalmdach; die Wirtschaftsflügel zum großen Teil erneuert bzw. neu. (Eingetragen in die Denkmalliste werden jedoch nur die beiden Straßenansichten des Wohnhauses) | 19. Jahrhundert                               | 1. April 1985                                               | 93              |
| Dorfkreuz                          | Dorfkreuz                           | Rickelrath Dülkener Straße Karte                   | Errichtet 1850; Kalksteinkreuz auf hohem Sockel mit neuem Metallkorpus; die Kreuzarme durch Schmiedeeisen geziert; im Sockel Nische mit Marienfigur; auf dem Sockel Inschrift mit der Jahreszahl 1850. | 1850                                          | 1. April 1985                                               | 90              |
| Wohnhaus                           | Wohnhaus                            | Rickelrath Dülkener Straße 69 Karte                | Errichtet im 18. Jahrhundert; Wohnhaus zweigeschossige in drei Achsen mit Walmdach; Türen und Fenster erneuert; Türgewände und Kloben an den Fenstern in Blaustein. Als zugehörig zum Haus ein Fachwerkwirtschaftsgebäude, erdgeschossig mit Ziegelsockel, zweiachsig, im Obergeschoss mit dem weit auskragenden und auf Holzkonsolen aufgelagerten Dach noch Originalfenster, Schlagläden sowie eine Holztreppe zum Obergeschoss. | 18. Jahrhundert                               | 15. Oktober 1996                                            | 94              |
| Reetdachgehöft                     | Reetdachgehöft                      | Rickelrath Dülkener Straße 86 Karte                | Errichtet im 18. Jahrhundert; Gehöft in Backstein und Fachwerk; giebelständiges, eingeschossiges Wohnhaus mit einem Krüppelwalmdach in Reet gedeckt; das Wirtschaftsgebäude zur Straße hin abgewalmt; Fachwerk; die Straßenseite mit Backstein verblendet; das Hauptgebäude ebenfalls in Fachwerk, nur die Front in Backstein, die übrigen Seitenflügel erneuert bzw. neu. | 18. Jahrhundert                               | 13. Februar 1985                                            | 101             |
| Wohnhaus                           | Wohnhaus                            | Rickelrath Dülkener Straße 90 Karte                | Reetgedecktes Fachwerkhaus; 18. Jahrhundert; eineinhalbgeschossig; Satteldach, einseitig abgeschleppt; zweigeschossige Hofseite mit weit überkragendem Dach: Erdgeschoss Fachwerk durch Ziegelmauerwerk ersetzt. | 18. Jahrhundert                               | 13. Mai 1985                                                | 102             |
| Wohnhaus                           | Wohnhaus                            | Rickelrath Dülkener Straße 96 Karte                | Errichtet 1834; vierflügeliger Hof in Backstein; giebelständiges Wohnhaus in zwei Achsen mit Krüppelwalmdach; daneben traufseitige Wirtschaftsflügel; über der Toreinfahrt die Jahreszahl 1834 in Ankersplinten. | 1834                                          | 1. April 1985                                               | 103             |
| weitere Bilder                     | Pfarrkirche                         | Rickelrath Dülkener Straße 102 Karte               | Barockkirche aus dem 18. Jahrhundert, erneuert bzw. ergänzt im 19. und 20. Jahrhundert; von der barocken Saalkirche sind nur noch Teile der Südwand erhalten; der Rest ein den Kirchenraum erweiternder Neubau aus dem Jahre 1954/55; der vorgesetzte Westturm klassizistisch aus dem Jahre 1830; im Inneren Reste der barocken Ausstattung aus der zweiten Hälfte des 18. Jahrhunderts, Hochaltar, Kommunionbank, Kanzel, Orgel, Orgelempore und Beichtstühle. | Anfang 18. Jahrhundert                        | 1. März 1985                                                | 88              |
| Friedhofskreuz u. Grabstätten      | Friedhofskreuz u. Grabstätten       | Rickelrath Dülkener Straße, Friedhof Karte         | Friedhofskreuz aus dem Jahre 1880 mit Metallkorpus; einige Grabsteine aus dem 19. und frühen 20. Jahrhundert. | 1880                                          | 1. April 1985                                               | 91              |
| Grundschule Wegberg                | Grundschule Wegberg                 | Wegberg Echter Straße 23 Karte                     | Die ehem. katholische Volksschule Wegberg wurde 1949–51 nach Plänen der Architektengemeinschaft Alfons Leitl und Hermann Lahmé aus Rheydt errichtet. Es handelt sich um einen „Musterbau“, der gemäß den seinerzeit maßgeblichen Schulbaurichtlinien konzipiert und überregional publiziert und beachtet wurde. Die Schule befindet sich südöstlich des historischen Ortskernes von Wegberg an der Ecke Maaseiker Straße/Echterstraße und ist heute als Gemeinschaftsgrundschule Teil eines großen Schulzentrums. Von dessen jüngeren Gebäuden hebt sich die ursprüngliche Volksschule aber in Gestalt und Konstruktion deutlich ab. Auffälligstes Merkmal der Wegberger Schule ist die Aufteilung des Raumprogramms auf mehrere weitgehend separate Baukörper, insbesondere die Ausführung aller Klassenräume als eingeschlossene Pavillons, welche ebenerdig und nach einem bestimmten System angeordnet sind. Gemäß einer in der Schulbaukunde gebräuchlichen Bezeichnung handelt es sich um eine „Kettenanlage“: Kennzeichnend für einen solchen Typus sind „mehrere Klassentrakte, die ein- oder mehrgeschossig sind und baulich-funktionelle Verbindung miteinander haben. Hauptmerkmal: Reihung der Klassen in mehrere Baukörpern und Verkettung in raumbildender Weise, jedoch nicht zentrumbildend“. Die ehemalige katholische Volksschule ist aufgrund ihrer baugeschichtlichen Stellung das wichtigste Einzelgebäude des Wiederaufbaus nach dem Zweiten Weltkrieg in Wegberg. Es ist daher gemäß Denkmalschutzgesetz bedeutend für Wegberg. Wegen ihres überregionalen Vorbildcharakters für eine bestimmte Richtung innerhalb des zeitgenössischen Schulwesens ist sie zudem bedeutend für die Geschichte des Menschen. Die ehemalige katholische Volksschule in Wegberg von Alfons Leitl/Hermann Lahmé aus den Jahren 1949–51 ist bedeutend für die Geschichte der Menschen und für Wegberg. An ihrer Erhaltung und Nutzung besteht aus wissenschaftlichen, insbesondere architektur- und pädagogikgeschichtlichen Gründen ein öffentliches Interesse. Sie ist daher gemäß § 2 (1) Denkmalschutzgesetz (DSchG) NRW ein Baudenkmal. | 20. Jahrhundert                               | 21. März 2000                                               | 165             |
| weitere Bilder                     | Kapelle                             | Wildenrath Eckartstraße Karte                      | Es handelt sich um ein kleines Kapellchen außerhalb der bebauten Ortslage von Wildenrath, unmittelbar am Rande des ehem. Flughafengeländes. Nach lokaler Überlieferung wurde sie um 1870 u. a. aus Backsteinen der alten Pfarrkirche des Ortes errichtet. Neben roten Steinen finden sich auch einige andersfarbige (dunkelgraue) Steine, die ein lebhaftes Äußeres herstellen. Auf kleinem, annähernd quadratischem Grundriss entwickelt sich die Kapelle durch einen steilen neogotischen Ziergiebel stark in die Höhe. Seine dreieckige Schaufläche wird flankiert von niedrigeren Eckbetonungen. Die Öffnung befindet sich in einer dreifach gestuften Rundbogenblende; ihr unterer Bereich ist mit modernen glasierten Ziegeln ausgemauert. Hinter einem vergitterten Törchen befindet sich eine (moderne) Holzfigur des Johannes d. T. im Halbrelief. Seiten und Rückseite der Kapelle sind ebenfalls einmal eingestuft, so dass lisenenartige Eckbetonungen entstehen, die hier allerdings nicht wie vorne über die Trauflinie hinausreichen. Auf der Rückseite sind sie mit einem eckig gemauerten Bogen miteinander verbunden. Das Dach der Kapelle ist hinter dem hoch aufragenden Ziergiebel flach geneigt; ebenso wie der Giebel ist es mit einer Betonschicht abgedeckt. Die Kapelle dient nach wie vor als Gedenk- und Andachtsstätte. Am Patroziniumstag ist sie Ziel einer Prozession. Sie ist daher bedeutend für Wildenrath (Stadt Wegberg). Da ihre historische in zeittypischer Formensprache nicht uninteressant gestaltete Bausubstanz zwar nicht mehr vollumfänglich, aber dennoch in ausreichender Menge und Anschaulichkeit noch erhalten ist und von volkstümlicher Religiosität in Wildenrath Zeugnis abgelegt, besteht im Sinne des Denkmalschutzgesetzes an ihrer Erhaltung aus wissenschaftlichen, hier ortsgeschichtlichen sowie volkskundlichen Gründen ein öffentliches Interesse. Als unbedingt zugehörig anzusehen ist die „Kulisse“ aus vier (ehemals fünf) Linden. Die Johanneskapelle in Wildenrath, Stadt Wegberg, ist ein Baudenkmal gem. § 2 DSchG NRW. Sie ist bedeutend für Wildenrath, Stadt Wegberg. An ihrer Erhaltung und Nutzung besteht ein öffentliches Interesse aus wissenschaftlichen, insbesondere ortsgeschichtlichen sowie volkskundlichen Gründen | 1873                                          | 17. November 1998                                           | 163             |
| Heiligenhäuschen                   | Heiligenhäuschen                    | Balkhoven Ecke Dülkener Straße/In Bollenberg Karte | Heiligenhäuschen aus dem Jahre 1859, verputzt, die Figurnische mit Schmiedeeisen verschlossen, darin eine Heiligenfigur des Hl. Rochus, im Sockel eine Inschrifttafel eingelassen mit Jahreszahl und dem Namen Rochus. | 1859                                          | 1. Februar 1985                                             | 7               |
| weitere Bilder                     | Pfarrkirche                         | Arsbeck Karte                                      | Neugotische, dreischiffige Backstein-Basilika mit polygonalem Chor und Westturm; erbaut 1891/92: seitlich ein Rest der alten barocken Kirche mit einem Blausteintor (Türkeilstein mit Jahreszahl 1772) darüber ein Wappenstein ebenfalls in Blaustein; vor der Kirche Reste des ehemaligen Friedhofes mit zwei Blausteinkreuzen, außerdem ein Krieger-Ehrenmal nach dem Ersten Weltkrieg in Muschelkalk; Anfang der achtziger Jahre des 20. Jahrhunderts Anbau einer Sakristei am südlichen Längsschiff. | 1772                                          | 1. Februar 1985                                             | 1               |
| Wohnhaus mit Ärztepraxen           | Wohnhaus mit Ärztepraxen            | Arsbeck Endstraße 3 Karte                          | Zweigeschossiger Backsteinhaus in 4:3 Achsen mit Krüppelwalmdach aus der Mitte des 19. Jahrhunderts, die Anbauten aus dem 20. Jahrhundert. | Mitte 19. Jahrhunderts                        | 1. Februar 1985                                             | 6               |
| Kreuz                              | Kreuz                               | Uevekoven Erkelenzer Straße Karte                  | Errichtet sehr wahrscheinlich im Jahre 1749; Blausteinkreuz, hoher zweiteiliges Sockel unten mit Inschriften, oben eine Marienfigur, der Korpus ist in das Kreuz eingeritzt. | 1749                                          | 1. April 1985                                               | 124             |
| Wohnhaus                           | Wohnhaus                            | Uevekoven Erkelenzer Straße 100 Karte              | Errichtet in der Mitte des 19. Jahrhunderts; vierflügeliger Backsteinhof; Wohnhaus zweigeschossig in sechs Achsen und Torachse, Türgewände und Fensterbänke in Blaustein; die rückwärtige Scheune erneuert. | Mitte 19. Jahrhundert                         | 1. April 1985                                               | 127             |
| weitere Bilder                     | Gaststätte, Ophovener Mühle         | Wegberg Forst 14 Karte                             | Errichtet in der Mitte des 19. Jahrhunderts; vierflügeliges Anlage in Backstein mit Krüppelwalmdach; Hauptgebäude zweigeschossig in sechs Achsen; Türgewände und Fensterbänke in Blaustein; die Nebengebäude eingeschossig etwas niedriger, alles mit Krüppelwalm; vom Hauptgebäude ist die Wand, an der das eiserne Mühlrad steht, später in Backstein erneuert worden; im Türsturz die Jahreszahl 1857; der Mühlenweiher ist auch noch erhalten. | ursprünglich 17. Jahrhundert                  | 15. April 1985                                              | 142             |
| Bildstock                          | Bildstock                           | Wegberg Freiheider Straße Karte                    | Errichtet um 1900 in Backstein; in der Nische die Figur des Hl. Josef. | um 1900                                       | 15. April 1985                                              | 137             |
| weitere Bilder                     | Gaststätte, ehem. Wassermühle       | Tüschenbroich Gerderhahner Straße 1 Karte          | Errichtet vom 18. bis 20. Jahrhundert; ehemalige Wassermühle, jetzt zu einer Gastwirtschaft umgebaut; Kern 18. Jahrhundert, weitgehend erneuert; das Mühlgebäude zweigeschossig, Fachwerk, das Wasserrad noch vorhanden, zugehörig noch eine einzelstehende auch weitgehend erneuerte Backsteinscheune. | 18.–20. Jahrhundert                           | 1. April 1985                                               | 119             |
| weitere Bilder                     | Kapellchen                          | Merbeck Hallerstraße Karte                         | Errichtet Ende 19. Jahrhundert; im Inneren Kreuzigungsgruppe. | 1908                                          | 1. Februar 1985                                             | 68              |
| Gehöft                             | Gehöft                              | Merbeck Hallerstraße 17 Karte                      | Errichtet 1722 in Fachwerk; vierflügeliger Backsteinhof; Wohngiebelhaus in zwei Geschossen und 3 : 4 Achsen, Holzblockfensterrahmen und Holzblocktürgewände, Krüppelwalmdach; eine Scheune der Wirtschaftsflügel in Fachwerk. Der 1962 auf dem Hinterhof erstellte Gebäudeteil ist nicht unter Schutz gestellt. | 18. Jahrhundert                               | 1. Februar 1985                                             | 71              |
| Kreuz                              | Kreuz                               | Harbeck Harbecker Straße Karte                     | Kreuz aus dem Jahre 1892; Werkstein mit Metallkorpus, im Sockel eine Inschrifttafel mit Jahreszahl. Zwei Gedenktafeln mit Inschriften von insgesamt 56 Gefallenen und Vermissten der Wohnbereiche Harbeck und Am Potz | 1892                                          | 1. Februar 1985                                             | 45              |
| Backsteinhof                       | Backsteinhof                        | Harbeck Harbecker Straße 12 Karte                  | Vierflügeliger Backsteinhof aus dem Jahre 1852. Wohnhaus zweigeschossig in sieben Achsen und Torachse; Türgewände und Fensterbänke in Blaustein, Krüppelwalmdach; im Torkeilstein Monogramm und Jahreszahl; im Tor stehen Radabweiser in Blaustein. Die Unterschutzstellung erstreckt sich nur auf die Fassade (Vorderfront) des Wohngebäudes! | 1852                                          | 1. Februar 1985                                             | 47              |
| Wohnhaus mit Parkanlage            | Wohnhaus mit Parkanlage             | Wegberg Hauptstraße 27 Karte                       | Errichtet in der ersten Hälfte des 19. Jahrhunderts; zweieinhalbgeschossig in vier Achsen; Fassade verputzt; Sockel und Fensterbänke in Blaustein; überputzte Fenstergewände; seitlich ein Flachgiebel, Eingang in einem Seitenflügel gelegen; hinter dem Wohnhaus eine Parkanlage (englischer Garten). | 1. Hälfte des 19. Jahrhunderts                | 15. April 1985                                              | 146             |
| Bäckerei                           | Bäckerei                            | Wegberg Hauptstraße 6 Karte                        | Errichtet in der ersten Hälfte des 19. Jahrhunderts; zweigeschossiges Giebelhaus mit Ladeneinbau in drei Achsen mit Krüppelwalm; Ende 19. Jahrhundert neu verputzt mit geringen Ornamenten und Putzquadern als Eckausbildung. | erste Hälfte des 19. Jahrhunderts             | 15. April 1985                                              | 145             |
| Wegekreuz                          | Wegekreuz                           | Watern Haus St. Georg Karte                        | Massives Kreuz aus Muschelkalk; in schlichten Formen; im Kreuzfuß in eingemeißelten Blockbuchstaben Inschrift: „Im Kreuz ist Heil“ Korpus Holz, goldbronziert auf älterer Fassung; 19. Jahrhundert. | Kreuz 20. Jahrhundert, Korpus 19. Jahrhundert | 18. Juni 1985                                               | 134             |
| weitere Bilder                     | Pfarrkirche (Turm)                  | Wildenrath Heinsberger Straße 50 Karte             | Turm der Kirche errichtet im Jahre 1894; von der alten Pfarrkirche ist nur noch der viergeschossige Backsteinturm erhalten. | 1894                                          | 15. April 1985                                              | 150             |
| weitere Bilder                     | Wasserturm                          | Arsbeck Heuchterstraße Karte                       | Erbaut 1913. Intze-Behälter auf dreigeschossigem Schaft mit Rundbogenfenstern und Eingangstür. Behälter außen umgehbar; Umgang mit verputztem, weiß gestrichenem Bimsbeton verkleidet. 1981 Turmaufsatz erneuert; umlaufende Konsole in Beton (alte Schale wurde als verlorene Schalung benutzt); kegelförmiges Schieferdach mit Laterne, deren Kegel in einer Kugel ausläuft. 2003/04 von außen saniert. Nicht mehr in Betrieb. Höhe 27 m. Behältervolumen 150 m³. Nutzung heute als Träger für Mobiltelefonantennen. | 1913–1915                                     | 13. Mai 1985                                                | 2               |
| Wohnhaus                           | Wohnhaus                            | Beeck Holtumer Straße 1 Karte                      | Die Hofanlage befand sich, wenn auch mit unklarer Zuordnung bzw. Abgrenzung, bereits auf der Vorschlagsliste denkmalwerter Bausubstanz des Rheinischen Amtes für Denkmalpflege vom 15. März 1982 unter der Adresse Prämienstraße 78. Entlang der Prämienstraße bilden die Gebäude Holtumer Str. 1, Prämienstr. 78 und 80 eine durchgehende zweigeschossige Randbebauung mit gleicher Trauflinie unter einheitlichem Dach. Das durchgehende Geschossgesims an den Häusern Holtumer Str. 2/Prämienstr. 78 lässt vermuten, dass es sich hierbei einmal um ein zusammenhängendes Anwesen bzw. Gebäude gehandelt haben könnte. Auf den historischen Karten des 19. Jahrhunderts ist jedoch die hier behandelte Hofanlage Holtumer Str. 1 immer als ein in sich geschlossenes Geviert zu erkennen. | 1726                                          | 3. November 1999                                            | 164             |
| Wohnhaus (ehem. Bürgermeisterhaus) | Wohnhaus (ehem. Bürgermeisterhaus)  | Beeck Holtumer Straße 10 Karte                     | Zweigeschossiges breit gelagertes Gebäude, traufständig, ehemals wahrscheinlich das rückwärtige Wirtschaftsgebäude zum Wohnhaus Kirchplatz 7. Ab 1855 diente es nach örtlicher Überlieferung als Bürgermeisteramt (Gemeindeverwaltung) des damals noch selbstständigen Beeck. Im Haus Kirchplatz 7 befand sich gleichzeitig die Bürgermeisterwohnung, wodurch die Zusammengehörigkeit weiter gewahrt blieb. Diese ist heute u. a. noch an den gleichartigen Haustüren erkennbar Die Außenseite zur Holtumer Straße, ursprünglich wie die Hofseite sicher backsteinsichtig, wurde im Zuge dieser Nutzung als Gemeindeverwaltung verputzt, mit abgesetzten Tür- und Fenstergewänden, und mit einem Eingang in der äußeren linken Achse versehen. Der Zugang erfolgt hier durch einen offenen Vorraum, segmentbogig überfangen und von kleinen offenen Fenstern gerahmt. Bemerkenswert ist die Jugendstiltür mit farbigem Glaseinsatz, ferner unmittelbar darüber und der gleichen Zeitstufe zugehörig ein weiteres Fenster mit Bleiverglasung und Buntfenstern. Die anderen Fenster im Obergeschoss gleichartig mit T-Teilung und originalen Griffen, jedoch ohne Buntverglasung, sind ebenfalls erhaltenswert. Im Inneren sind im Obergeschoss zwei große Räume unterschieden, ehemals die Amtsräume, welche durch eine zweiflügelige Tür mit kleinteilig-ornamental angeordneter Sprossenverglasung getrennt sind. Auf den Wänden sind noch Spuren von Schaplonenmalerei erkennbar. Der ursprüngliche Charakter als Wirtschaftsgebäude ist auf der Hofseite noch an den beiden zugemauerten Toröffnungen abzulesen. Als ehemaliges Bürgermeisteramt (Gemeindeverwaltung) von Beeck sowie als Bestandteil des schützenswerten historischen Ortskerns von Beeck ist das Gebäude Holtumer Straße 10 bedeutend für Wegberg. An seiner Erhaltung und Nutzung besteht aus wissenschaftlichen, hier ortsgeschichtlichen Gründen ein öffentliches Interesse. Gemäß den Bestimmungen des § 2 (1) DSchG NRW handelt es sich daher um ein Baudenkmal. | 19. Jahrhundert                               | 26. Februar 2003                                            | 169             |
| Wohnhaus                           | Wohnhaus                            | Beeck Holtumer Straße 12 Karte                     | Fünfachsiges zweigeschossiges Backsteingebäude mit Blausteintürgewände und Blausteinfensterbänken, Walmdach, die Front wurde verfugt, stichbogige Fenster und ein Kastengesims unter der Traufe. Das Wohnhaus ist für die Erhaltung der gesamten Bausubstanz um die Beecker Pfarrkirche unverzichtbar. | 19. Jahrhundert                               | 7. Dezember 1994                                            | 160             |
| Zehntscheune (Flachsmuseum)        | Zehntscheune (Flachsmuseum)         | Beeck Holtumer Straße 19 Karte                     | Bei der sogenannten Zehntscheune in Wegberg-Beeck an der Holtumer Straße handelt es sich um einen Fachwerkbau mit durchgezapften Bindern. Danach ist das Objekt ins 18. Jahrhundert zu datieren. Die Scheune ist auf zwei Seiten bereits mit Ziegelwänden im 19. Jahrhundert erneuert worden. | 17. Jahrhundert                               | 17. Juli 1987                                               | 153             |
| Wohnhaus (sog. Kaplanei)           | Wohnhaus (sog. Kaplanei)            | Beeck Holtumer Straße 19 Karte                     | Die sog. Kaplanei ist ein freistehender, dreiachsiger Backsteinbau in zwei Geschossen aus der Mitte des 19. Jahrhunderts. Die Bauzeit drückt sich auch in dem einachsigen Mittelrisalit mit klassizistischem Flachgiebel aus, der die Traufseite des mit Krüppelwalmdach gedeckten Hauses gliedert. An das Wohnhaus ist seitlich ein Wirtschaftsflügel angebaut. Den Vorgarten schließt zur Straße hin eine Backsteinmauer ab. Durch einen Umbau ist das Innere des Hauses weitgehend verändert. Daher werden nur das Außenmauerwerk mit Tür- und Fenstergestaltung und das Dach in die Denkmalliste eingetragen. Nachtrag 28. März 1995: Der Brunnen im Keller, die historischen Kellergewölbe und die Umfassungsmauer des Vorgartens sind ebenfalls Bestandteil des Denkmals. | Mitte des 19. Jahrhunderts                    | 12. Juni 1991                                               | 157             |
| Gehöft                             | Gehöft                              | Beeck Holtumer Straße 31 Karte                     | Landwirtschaftliches Gehöft dem französischen Hoteltyp nachgebildet. Drei Flügel umschlossen einen Hof, den zur Straße hin eine Einfriedigung begrenzte. Die Wirtschaftsgebäude wurden durch Baumaßnahmen nicht unerheblich verändert, doch die Herrenhaussituation von 1825 mit ihren fünf Achsen und zwei Geschossen, sowie dem vorgestellten Turm ist im Wesentlichen erhalten geblieben. Dieser Turm macht auch in seinem pyramidenförmigen Dach mit dem barocken Blitzableiter die Intentionen des Bauherrn deutlich, sein Haus bewusst gegen die übrigen Bauernhäuser abzusetzen und sich mehr der Beecker Burganlage anzugleichen. Die Hofanlage ist aus den dargelegten Gründen aus künstlerischen, wie auch aus ortsgeschichtlichen und städtebaulichen Gründen zu erhalten und zu nutzen. | Mitte des 19. Jahrhunderts (1829)             | 9. August 1985                                              | 12              |
| weitere Bilder                     | Wassermühle (Buschmühle)            | Busch Hospitalstraße 7 Karte                       | Zweieinhalbgeschossiges Mühlengebäude in Backstein aus der Mitte des 19. Jahrhunderts, Fensterbänke in Blaustein, das Dach in alten Formen erneuert, der aufgestaute Mühlenteich sowie das Mühlrad sind noch vorhanden; die weiteren Wirtschaftsgebäude zum Teil verändert. | Mitte des 19. Jahrhunderts                    | 1. Februar 1985                                             | 30              |
| Wohnhaus                           | Wohnhaus                            | Beeck-Bissen In Beecker Bissen 9 Karte             | Im Jahre 1910 wurde ein Plan zu einem projektierten Wohnhaus für den Eigentümer erstellt. Der Plan ist beim Eigentümer, einem Nachfahren des Erbauers erhalten. Es war ein giebelständiger Hauptbaukörper über quadratischem Grundriss mit großzügigem Treppenhaus und von hier erschlossenen drei Wohnräumen geplant. Von der Straße etwas zurückliegend sollte ein traufständiger Anbau mit Toreinfahrt angebaut werden. Das Mansarddach erlaubte einen fast zweigeschossigen Ausbau, wobei sich straßenseitig sogar im Spitzboden noch Kammern befanden. Die Giebelfassade gliederte sich in zwei eng beieinander liegenden Achsen, zu denen auch die Eingangsachse gehörte und eine mit etwas größerer Fensteröffnung. Die trapezförmige Giebelfläche des Dachgeschosses war metrisch aufgeteilt. Über der Hofeinfahrt war eine Schleppgaube geplant. Die Gartenseite nahm die Formen der Straßenfassade auf. Hier wechselt nur die Anordnung: Die breitere Achse wurde hier durch die das Treppenhaus kennzeichnenden Fenster gebildet. In der Traufseite durchbrach ein Quergiebel die Mansardenfläche. Den Dachraum belichteten Fledermausgauben. Das fast zweigeschossige verputzte Gebäude mit Ziegelsteinsockel und Mansardendach wurde 1911/12 vom Großvater des heutigen Besitzers errichtet. Es erhielt tatsächlich einen eingeschossigen vierachsigen Anbau, der in Backstein ausgeführt wurde. Die Fenster sind mit Rollläden mit verzierten Zinkabdeckungen der Bauzeit verschließbar. Die Haustür und die Fenster sind, der Entstehungszeit entsprechend, holzsichtig lackiert und ebenfalls mit Zierrat aus der Zeit kurz vor dem Ersten Weltkrieg versehen. Die Fassaden und Innenraumgestaltung weist einen für seine Lage erstaunlichen städtischen Charakter auf. Das Gesims ist unterseitig kassettiert, der Flur mit sehr schönen Jugendstilkacheln belegt und darüber stuckiert. Der Stuck in den Räumen nimmt bereits die Formen des Art déco auf. Die Räume im Erdgeschoss sind, wie für solche Häuser zu erwarten, reicher dekoriert als die im Obergeschoss. Auch hier findet sich noch Stuck an. In dem linksseitigen Backsteinanbau befand sich ursprünglich ein „Tante Emma Laden“. Dieser Laden wurde vom Bauherrn, einem Landwirt, Lebensmittelimporteur und -Händler, betrieben. Er versorgte die ersten Rheydter Genossenschaften mit Lebensmitteln. Einige Kunden des Erbauers lebten in Berlin. Hier lernte der Bauherr den modernen städtischen Wohnbau kennen und übertrug ihn nach Wegberg-Bissen. Sein Sohn führte den Lebensmittelgroßhandel fort, bis der Strukturwandel auch auf diesem Gebiet mittelständischen Betrieben die Existenz unmöglich machte. Die Feststellung des öffentlichen Interesses für den Denkmalwert nach DSchG NRW gründet sich auf folgende Beurteilungskriterien: – Die Ortsbesichtigung erbrachte: 1. Das Objekt ist nicht als Denkmal im Ensemble aufzufassen, da es ohne jeden Zusammenhang mit ensemblebildenden Bauwerken steht. 2. Sowohl die ursprüngliche Fassadengestaltung als auch die innere Aufgliederung und Dekoration ist nachvollziehbar. Der Betrieb fügt sich trotz seiner Modernität in das Baugefüge von Bissen ein. 3. Die Untersuchung der betreffenden Archivalien lieferte folgende im § 2 DSchG NRW aufgelistete Bedeutungsinhalte. Das Objekt ist ortsgeschichtlich für Wegberg bedeutend und durch seinen Bauherrn und Nutzer auch für die Entwicklung der Arbeits- und Produktionsverhältnisse. Es handelt sich um ein weiteres Objekt in der Reihe der Wegberger Unternehmervillen mit angeschlossenem Gewerbebereich. Es ergänzt den Überblick an Bauten vom 18. bis 19. Jahrhundert um eines aus dem Anfang dieses Jahrhunderts. Die für ländliche und kleinstädtische Bereiche häufigere Kombination des bäuerlichen Anwesens mit einem kaufmännischen Gewerbebetrieb ist hier noch relativ ablesbar dokumentiert. Das Wohnhaus selbst ist fast unberührt über die Wirren des Zweiten Weltkrieges gelangt, wie der Vergleich mit der Planung und alten Fotos nachweist. Als typische Gestaltung der Zeit zwischen Jahrhundertwende und Erstem Weltkrieg liegen die für ein öffentliches Interesse an der Erhaltung und Nutzung eines Denkmals vom Gesetz geforderten wissenschaftlichen, hier insbesondere bauhistorische, Gründe vor. Die heute nicht mehr übliche Mischung von landwirtschaftlichem und gewerblichen Betrieb begründet das öffentliche Interesse nach Denkmalschutzgesetz volkskundlich und seine Lage und Integration in den Bestand städtebaulich. | 19. Jahrhundert                               | 11. Dezember 1997                                           | 162             |
| weitere Bilder                     | Kapelle                             | Berg In Berg Karte                                 | Zu Ehren der Hl. Brigitta um 1900 errichtet, Backstein mit neugotischen Formen und kleinem Dachreiter. | um 1900                                       | 1. Februar 1985                                             | 24              |
| Wegekreuz                          | Wegekreuz                           | Bischofshütte In Bischofshütte Karte               | Errichtet 1887, zweigeschossiger Backsteinsockel mit einem Zementkreuz und Korpus, Metallkorpus des 20. Jahrhunderts, im Sockel Nische mit neuer Marienfigur, auf dem Sockel Schrifttafel mit der Jahreszahl. Kreuzinschrift: GÖTTLICHES HERZ JESU ERBARME DICH UNSER 1887 | 1867                                          | 1. Februar 1985                                             | 25              |
| Wohnhaus                           | Wohnhaus                            | Bischofshütte In Bischofshütte 56 Karte            | Backsteinhof aus der Mitte des 19. Jahrhunderts. Das zweigeschossige Wohnhaus in fünf Achsen, Türgewände und Fensterbänke in Blaustein, seitlich ein Fachwerkanbau mit Toreinfahrt, über dem ganzen Gebäude ein Walmdach. | Mitte des 19. Jahrhunderts                    | 1. Februar 1985                                             | 26              |
| Hofanlage                          | Hofanlage                           | Bissen In Bissen 43 Karte                          | Kleine ein- bis zweigeschossige Anlage aus dem 17. Jahrhundert in Backstein und Fachwerk, Front verputzt mit veränderten Fenstern, traufseitig mit einer neuen Tordurchfahrt. | 17. Jahrhundert                               | 1. Februar 1985                                             | 28              |
| weitere Bilder                     | Hofanlage mit Wassermühle Molzmühle | Rickelrath In Bollenberg 40 Karte                  | Kern der Molzmühle aus dem 18. Jahrhundert; vierflügeliger Backsteinhof; jetzt zu einem Gasthof umgearbeitet; Wohnhaus zweigeschossig, sehr verändert; von dem Mühlrad ist noch der Balken erhalten. | 18. Jahrhundert                               | 1. April 1985                                               | 92              |
| Hofanlage                          | Hofanlage                           | Busch In Busch 2 Karte                             | Hofanlage aus dem 18./19. Jahrhundert, gesamte Vorderfassade in Backstein, Erdgeschoss der Rückfront ebenfalls in Backstein, das Obergeschoss in Fachwerk; Dach flach abgewalmt | 18./19. Jahrhundert                           | 1. Februar 1985                                             | 31              |
| Hofanlage                          | Hofanlage                           | Busch In Busch 4 Karte                             | Hofanlage aus dem 18./19. Jahrhundert; Vorderfront verputzt; Erdgeschoss der Hinterfront in Backstein, das Obergeschoss in Fachwerk; Dach flach abgewalmt. | 18./19. Jahrhundert                           | 1. Februar 1985                                             | 32              |
| weitere Bilder                     | Kapelle                             | Busch In Busch Karte                               | Kapelle (St. Laurentius) aus dem Jahre 1860, verputzt, mit Dachreiter und Glockenstuhl; im Inneren eine Kreuzigungsgruppe des 19. Jahrhunderts, Kruzifix aus dem 18. Jahrhundert. | 1860                                          | 21. Februar 1985                                            | 29              |
| Wegestock                          | Wegestock                           | Ellinghoven In Ellighoven 26 Karte                 | Wegestock, der Deckstein ist ein Quader mit einem aufgesetzten Pyramidenstumpf, an den senkrechten Seiten Bibelsprüche eingehauen, darauf ein eisernes Kreuz mit Metallkruzifix. | 17. Jahrhundert                               | 1. Februar 1985                                             | 39              |
| Wohnhaus (Ehem. Windmühle)         | Wohnhaus (Ehem. Windmühle)          | Felderhof In Felderhof 16 Karte                    | Vierflügelige Hofanlage, zweigeschossig in Backstein, weiß geschlämmt, ehemaliges Hofgebäude zu einer inzwischen verschwundenen Windmühle gehörig; 3 : 5 Achsen in dem an der Stirnseite anschließenden Wirtschaftsflügel zwei Fensterachsen, korbbogige Toreinfahrt. | unbekannt                                     | 12. Februar 1985                                            | 50              |
| Wegekreuz                          | Wegekreuz                           | Flassenberg In Flassenberg Karte                   | Wegekreuz aus dem Jahre 1810, Holz mit Korpus; am Stamm eine Nische, die mit einem Eisen verdeckt ist und in dem Eisen die Namen Jesus | 1810                                          | 1. Februar 1985                                             | 40              |
| Hofanlage                          | Hofanlage                           | Flassenberg In Flassenberg 9 Karte                 | Vierflügelige Backsteinhofanlage 17. Jahrhundert, im 19. Jahrhundert Backsteinfassade straßenseitig vorgesetzt, um die Jahrhundertwende verputzt mit Stuckzierat der Zeit, die Gewände in starken Stuckprofilen, unter dem spitzbogigen Sturz Verzierungen (Blumenornamente); Wohnhaus zweigeschossig, 3 : 3 achsig, korbbogige Toreinfahrt in gemalten Gewände, Datierung 1669 | 1669                                          | 1. März 1985                                                | 41              |
| weitere Bilder                     | Kapelle                             | Gripekoven In Gripekoven Karte                     | Ende des 18. Jahrhunderts erbaut; In Backstein (Steinformat wie in Fundamenten der Burg Gripekoven) mit kleinem Glockenstuhl; Kapellchen, gestiftet von den Bürgern aus Gripekoven nach der Zerstörung der Raubritterburg Gripekoven (mündliche Überlieferung). In dem 1983 ausgewechselten Altar war ein herzförmiger Ausschnitt aus einem Missionskreuz vom 16. Juni 1768. Kapellenraum im Inneren gewölbt; ein Kruzifix aus dem 19. Jahrhundert über dem Altar; über der Eingangstür ein Halbrundfenster zugemauert (heute Madonnennische) | 18. Jahrhundert                               | 22. April 1985                                              | 44              |
| Backsteinhof                       | Backsteinhof                        | Gripekoven In Gripekoven 4 Karte                   | Dreiflügeliger Backsteinhof aus dem Jahre 1853; giebelständiges Wohnhaus, zweigeschossige in 2 : 3 Achsen, Krüppelwalmdach, Fensterbänke in Blaustein, der rückwärtige Wirtschaftsflügel erneuert. | 1853                                          | 1. Februar 1985                                             | 43              |
| Fachwerkhof                        | Fachwerkhof                         | Gripekoven In Gripekoven 9 Karte                   | Hof in Backstein und Fachwerk aus dem 18. Jahrhundert; Erdgeschoss des Wohnhauses massiv, Obergeschoss in Fachwerk, Seitenwände in Backstein hochgezogen mit Krüppelwalmdach; die Wirtschaftsgebäude überwiegend in Fachwerk. | 1774                                          | 1. Februar 1985                                             | 42              |
| weitere Bilder                     | Kapellchen                          | Isengraben In Isengraben Karte                     | Erbaut um die Mitte des 19. Jahrhunderts; Backstein mit Dachreiter; Türgewände in Blaustein. | 19. Jahrhundert                               | 1. Februar 1985                                             | 52              |
| Kreuz                              | Kreuz                               | Isengraben In Isengraben Karte                     | Errichtet 1788; Blaustein; am Kreuz die Wundmale Christis; im Sockel eine Nische, darunter Inschrift mit Datum. Kreuzinschrift: 1788 den 6. Mertz haben die ehrsame eleut wilhelmus claßen sel und maria schröders dieses cruetz für hiesige Station verehrt. (sel seliger, verstorben) | 1788                                          | 1. Februar 1985                                             | 53              |
| weitere Bilder                     | Kapelle                             | Kehrbusch In Kehrbusch Karte                       | Putzbau über rechteckigen Grundriss; Treppengiebel mit Pultdach, in Keilstein Datierung 1806 im Inneren zwei Heiligenfiguren 18. Jahrhundert, eine vermutlich der Hl. Macarius, ein Korpus 18. Jahrhundert, Kreuz erneuert, Fenster in späterer Zeit verändert. | 1806                                          | 21. Februar 1985                                            | 54              |
| Hofanlage                          | Hofanlage                           | Mehlbusch In Mehlbusch 24 Karte                    | Dreiflügeliger Hof in Backstein und Fachwerk; Wohnhaus giebelständig in zwei Geschossen; Front mit Backstein verblendet, seitlich Fachwerk, das Erdgeschoss im 20. Jahrhundert in Backstein aufgemauert, eine Scheune noch in Fachwerk; der zweite Wirtschaftsflügel erneuert. | ca. 18. Jahrhundert                           | 1. Februar 1985                                             | 64              |
| Hauskreuz                          | Hauskreuz                           | Schönhausen In Schönhausen 18 Karte                | Holzkreuz aus dem Jahre 1746; | 1746                                          | 1. April 1985                                               | 108             |
| Hofanlage                          | Hofanlage                           | Schönhausen In Schönhausen 20 Karte                | Errichtet am Anfang des 20. Jahrhunderts; zweigeschossiges Haus in Backstein und Fachwerk mit Krüppelwalmdach; weiß geschlämmt; Fassade in vier Achsen, Türgewände und Fensterbänke in Blaustein. | 18. Jahrhundert                               | 1. April 1985                                               | 109             |
| Hofanlage                          | Hofanlage                           | Tüschenbroich In Tüschenbroich 39 Karte            | Vierflügelige Backsteinhofanlage aus dem 19. Jahrhundert; zweigeschossiges Wohnhaus fünfachsig; Blausteinfensterbänke; Wirtschaftsflügel mit gusseisernen, verzierten Ankerplatten; Satteldächer; Traufgesims mit Zahn- und Klötzchenfrie | 19. Jahrhundert                               | 14. Mai 1985                                                | 121             |
| Hofanlage                          | Hofanlage                           | Tüschenbroich In Tüschenbroich 41 Karte            | Vierflügelige Backsteinhofanlage; zweigeschossig; Wohnhaus fünfachsig, Blausteinfensterbänke, klassizistisches Natursteingewände; Krüppelwalmdach; rechts anschließend Wirtschaftsgebäude mit korbbogiger Toreinfahrt, Traufgesims mit Fries aus vorgezogenen kreuzförmig versetzten Ziegeln. | 19. Jahrhundert                               | 15. Mai 1985                                                | 122             |
| Reetdachgehöft                     | Reetdachgehöft                      | Venheyde In Venheyde 12 Karte                      | Kern im 18. Jahrhundert errichtet; spätere Veränderungen; eingeschossig in Backstein und Fachwerk, mit einem Reetdach als Krüppelwalmdach. | 18. Jahrhundert                               | 1. April 1985                                               | 129             |
| Pfarrhaus                          | Pfarrhaus                           | Rath-Anhoven Josef-Loogen-Straße 1 Karte           | Errichtet 1830; zweigeschossig in 3 : 2 Achsen, mit eingeschossigen Anbauten; Backstein; Türgewände und Fensterbänke in Blaustein; Walmdach; an der Seite zur Kirche hin eine Nische mit der Figur Johannes’ des Täufers. | 1830                                          | 1. März 1985                                                | 76              |
| Kreuz                              | Kreuz                               | Rath-Anhoven Josef-Loogen-Straße 1 Karte           | Hinter der Kirche ein Backsteinkruez aus dem Jahre 1847, Gedenkkreuz für Frater Jacobus Jackels, Werkstein mit Metallkorpus. | 1847                                          | 1. März 1985                                                | 77              |
| weitere Bilder                     | Kapelle                             | Moorshoven Kapellenstraße Karte                    | Neugotische Kapelle aus dem Ende des 19. Jahrhunderts, in deren Innern sich eine Kreuzigungsgruppe des frühen 19. Jahrhunderts befindet. | Ende des 19. Jahrhunderts                     | 9. März 1984                                                | 72              |
| Hofanlage                          | Hofanlage                           | Moorshoven Kapellenstraße 11 Karte                 | Hofanlage aus dem Anfang des 19. Jahrhunderts; heute dreiflügelige mit späteren Ergänzungen; Backstein; Wohnhaus verputzt; Mittelteil zweigeschossig in fünf Achsen mit Quaderputz, die drei Mittelachsen mit einem Flachgiebel; Walmdach, Türgewände und Fensterbänke in Blaustein; die Gartenseite des Wohnhauses nur in Backstein. | 19. Jahrhundert                               | 1. Februar 1985                                             | 73              |
| Hofanlage                          | Hofanlage                           | Uevekoven Katharinenstraße 5 Karte                 | Errichtet im 18. Jahrhundert; dreiflügeliger Hof in Backstein; Wohnhaus zweigeschossig in 2 : 4 Achsen mit Walmdach; Fenstergewände in Werkstein im Erdgeschoss und im Obergeschoss überputzt; die Wirtschaftsflügel um 1900 erneuert. | 19. Jahrhundert                               | 1. April 1985                                               | 125             |
| Kreuz                              | Kreuz                               | Beeck Kirchplatz Karte                             | Kreuz aus dem Jahre 1793, aus Blaustein mit Metallkorpus. | 1791                                          | 1. Februar 1985                                             | 10              |
| Wohnhaus                           | Wohnhaus                            | Beeck Kirchplatz 1 Karte                           | Vierflügelige Anlage aus der Mitte des 18. Jahrhunderts, die das Gesamtbild des historischen Kirchplatzes Beeck entscheidend mitprägt; Wohnhaus giebelständig zur Kirchgasse hin; zweigeschossige Bauweise in drei Achsen, wobei ein Krüppelwalmdach und ein Flügel in Fachwerk besonders hervorstechen. | 1763                                          | 5. Dezember 1984                                            | 17              |
| Wohnhaus                           | Wohnhaus                            | Beeck Kirchplatz 4 Karte                           | Erbaut in der ersten Hälfte des 19. Jahrhunderts, giebelständig, zweigeschossig in drei Achsen, Backstein, Krüppelwalmdach, Türgewände und Fensterbänke in Blaustein, im Giebel ein Halbrundfenster. | 1. Hälfte des 19. Jahrhunderts.               | 1. Februar 1985                                             | 16              |
| Wohnhaus                           | Wohnhaus                            | Beeck Kirchplatz 6 Karte                           | Zweigeschossiges barockes Haus aus der Mitte des 18. Jahrhunderts, Backstein, fünfachsig, Blausteinrahmen um Eingangstüre und Fenster, originales Türblatt, Mansardendach mit drei Fenster, Sockel in Blaustein. | Mitte des 18. Jahrhunderts                    | 6. Dezember 1984                                            | 15              |
| Wohnhaus Trachtenmuseum            | Wohnhaus Trachtenmuseum             | Beeck Kirchplatz 7 Karte                           | Zweigeschossiges Wohnhaus in sieben Achsen mit einachsigem Mittelrisalit, Backstein, Türgewände und Fensterbänke in Blaustein, im Türschlussstein die Jahreszahl 1856, das Türblatt um 1900. Dieses Gebäude wurde bis 1935 als Bürgermeisteramt der Gemeinde Beeck genutzt. Heute ist hier das Museum für „Europäische Volkstrachten“ untergebracht. | 1855                                          | 1. Februar 1985                                             | 18              |
| Pfarrkirche                        | Pfarrkirche                         | Beeck Kirchplatz 9 Karte                           | Spätgotische Backstein-Hallenkirche, mit polygonalem Chor, der Westturm von Backsteinbändern aufgemauert, Kirche nach Süden erweitert. | 15. Jahrhundert                               | 1. Februar 1985                                             | 9               |
| Wohnhaus                           | Wohnhaus                            | Beeck Kirchplatz 10 Karte                          | Zweigeschossiges Wohnhaus in vier Achsen aus der Mitte des 19. Jahrhunderts, Backstein, Fensterbänke in Blaustein in 4 Achsen. Fensterbänke in Blaustein. | Mitte des 19. Jahrhunderts                    | 1. Februar 1985                                             | 14              |
| Wohnhaus                           | Wohnhaus                            | Beeck Kirchplatz 13 Karte                          | Zweigeschossiges Wohnhaus in vier Achsen aus der 2. Hälfte des 18. Jahrhunderts, Kern vermutlich Fachwerk, heute verputzt, rechts die Achse erneuert mit einer modernen Tordurchfahrt. | 1805                                          | 5. Dezember 1984                                            | 19              |
| Wohnhaus                           | Wohnhaus                            | Beeck Kirchplatz 27 Karte                          | Teil einer dreiflügeligen Hofanlage aus dem Jahre 1775, aus Fachwerk, Wohnhaus zweigeschossig, zum Kirchplatz hin dreiachsiger Traufanbau, vermutlich ehemaliger Wirtschaftsflügel mit Toreinfahrt, im Türbalken ein Monogramm mit der Jahreszahl 1775. | 1775                                          | 27. März 1985                                               | 13              |
| Wegekreuz                          | Wegekreuz                           | Kipshoven Kreuzstraße/Straße nach Fa. Heyer Karte  | Errichtet 1787; Blaustein; Sockel mit Nische; Kreuz mit eingemeißelten Wundmalen Christi. | 1787                                          | 1. Februar 1985                                             | 56              |
| Wohnhaus                           | Wohnhaus                            | Kipshoven Kreuzstraße 12 Karte                     | Errichtet 1719; im 20. Jahrhundert z. T. verändert; zweigeschossiges Fachwerkhaus, giebelständig, mit Krüppelwalm, seitlich 4 Gefache, die Front im 20. Jahrhundert mit Backstein vorgeblendet, auf dem alten Türsturz Inschrift mit Jahreszahl 1719. | 1719                                          | 1. Februar 1985                                             | 57              |
| Wohnhaus                           | Wohnhaus                            | Kipshoven Kreuzstraße 25 Karte                     | Zweigeschossiges Fachwerkhaus aus dem 18. Jahrhundert; vorderer Teil im Erdgeschoss durch Ziegel ersetzt; Giebel zweiachsig, sonst Öffnungen unregelmäßig verteilt; Satteldach mit Hohlpfannendeckung. | Mitte des 18. Jahrhunderts                    | 13. Mai 1985                                                | 58              |
| Wasserturm                         | Wasserturm                          | Uevekoven Luehweg Karte                            | Bei dem Wasserturm Uevekoven handelt es sich um einen Backsteinturm, der im Dezember 1934 in Betrieb genommen wurde. Er ist mit einer doppelschaligen Konstruktion versehen, um dem Trinkwasser auch bei hohen Außentemperaturen seine Frische zu lassen. Innerhalb des Mauerkranzes befindet sich ein Behälter aus Stahlbeton. Der Turm verfügt über einen Stützenkranz aus 6 Betonpfeilern, deren Knicklänge durch frei eingezogene Decken verkürzt wird. Die Pfeiler umstehen die Röhre, die die Treppe zum Behälter enthält, die Bodenplatte des Behälters ragt über ihnen aus. Der Zylinder des Wasserturmkopfes ist durch mehrere Putzbänder waagerecht gegliedert. Zwischen diesen Bändern sind die Lichtöffnungen als liegende Formate angeordnet. Am Rande des Waldes von Tüschenbroich auf einer leichten Anhöhe stehend, erhält der Turm den Charakter einer Landmarke in der sonst flachen Landschaft. Die unveränderte Erhaltung und die deutlich ablesbare Zugehörigkeit des Wasserturms zum Baustil des Ziegelexpressionismus macht das Gebäude bedeutend für Wegberg und seine Bewohner, sowie für die Entwicklung der Bauten für die Trinkwasserversorgung. | 1934                                          | 29. Juli 1991                                               | 158             |
| Wohnhaus                           | Wohnhaus                            | Wegberg Maaseiker Straße 8 Karte                   | Errichtet im Jahre 1801; Backsteinhof; Front zweigeschossig in fünf Achsen und Torachse, Backstein, Türgewände und Fensterbänke in Blaustein, an der Fassade die Jahreszahl 1801 in Ankersplinten. | 1801                                          | 15. April 1985                                              | 144             |
| Wegestock                          | Wegestock                           | Holtum Marktstraße Ende Karte                      | Errichtet um 1900; aus Backstein mit Nische. | um 1900                                       | 1. Februar 1985                                             | 51              |
| weitere Bilder                     | Wallfahrtskapelle                   | Holtum Marktstraße 1 Karte                         | Errichtet 1667; Erweiterungen 1757, 1888 an einem breiten in Grundriss quadratischen mit Mansardenwalmdach überdeckten Backsteinbau mit Werksteingliederung; eine neugotische Kapelle; einschiffige Kapelle angebaut, Backstein mit Blausteingliederung; beide Gebäude haben einen Glockenturm und einen Dachreiter mit Glockenstuhl, das Innere des barocken Raumes mit weitgehend erhaltener Ausstattung und dem Gnadenbild. | 1667                                          | 1. Februar 1985                                             | 48              |
| Gehöft (Dalheimer Klosterhof)      | Gehöft (Dalheimer Klosterhof)       | Dalheim Mühlenstraße Karte                         | Gehöft aus dem 18. Jahrhundert, zweigeschossige, vierflügelige Anlage in Backstein, mit Krüppelwalmdach; wahrscheinlich die Wirtschaftsgebäude des ehemaligen Zisterzienser-Nonnenklosters Dalheims | Erste Hälfte des 19. Jahrhunderts             | 1. Februar 1985                                             | 33              |
| weitere Bilder                     | Ehem. Wassermühle (Dalheimer Mühle) | Dalheim Mühlenstraße Karte                         | Langer rechteckiger Baukörper mit dem Wasserrad an der nördlichen Giebelwand; zweigeschossig; im Obergeschoss durchgezapftes Fachwerk, teilweise verbrettert; über dem Mühleneingang Wappenstein datiert „1775“; über dem Wohnteil abgewalmtes Dach; zur Gaststätte aus neuer Zeit. (kein Bestand als Denkmal). Nachtrag vom 24. April 1990: Zugehörig, rückwärtiges eingeschossiges Backsteingebäude, nachträglich verputzt, mit Satteldach, als ehemaliges Backhaus. | 1775                                          | 1. Februar 1985                                             | 34              |
| Kreuz                              | Kreuz                               | Bissen Nachtigallenweg Karte                       | Erbaut 1865, Blaustein mit zweiteiligem hohen Sockel, Korpus aus Metall, im Sockel eine Nische mit einer neuen Marienfigur; auf der Sockelinschrift die Jahreszahl. Kreuzinschrift: Wir beten Dich an Herr Jesus Christus Und sagen Dir Dank Denn durch dein hl. Kreuz hast Du die Welt erlöst. 1865 | 1865                                          | 1. Februar 1985                                             | 27              |
| Gehöft (Haus Wildenrath)           | Gehöft (Haus Wildenrath)            | Wildenrath Naturparkweg 2 Karte                    | Kern der Hofanlage aus dem 18. Jahrhundert; weitgehend erneuert; heute dreiflügelige Anlage in Backstein und Fachwerk; Wohnhaus in Fachwerk, Front und Rückseite in Backstein; zweigeschossig in vier Achsen; von der Fachwerkscheune die Gefache in Backstein neu ausgemauert, der rechte Flügel vollkommen erneuert. | Kern im 18. Jahrhundert                       | 15. April 1985                                              | 151             |
| Wohnhaus                           | Wohnhaus                            | Beeck Prämienstraße 66 Karte                       | Fachwerkhaus aus dem 18. Jahrhundert, 2 : 4 achsig, Fenster im 19. Jahrhundert verändert, Erdgeschoss durch Backstein ersetzt, unter der Traufe im Giebel die Konsole eines ehemaligen Schwebegiebels, Satteldach, in Traufseite rechts ehemalige Toreinfahrt vermauert. | 18. Jahrhundert                               | 1. März 1985                                                | 23              |
| Wohnhaus                           | Wohnhaus                            | Beeck Prämienstraße 68 Karte                       | Erbaut in der Mitte des 19. Jahrhunderts, Wirtschaftsgebäude wohl noch 1. Hälfte des 19. Jahrhunderts; dreiflügelige Anlage, Wohnhaus in Backstein, zweigeschossig in fünf Achsen mit dreiachsigem und einem Flachgiebel versehenen Mittelrisalit, Türgewände und Fensterbänke in Blaustein, seitlich ein zweigeschossiger Flügel in drei Achsen, ebenfalls in Backstein. | Anfang des 19. Jahrhunderts                   | 1. Februar 1985                                             | 21              |
| Wohnhaus                           | Wohnhaus                            | Beeck Prämienstraße 69 Karte                       | Vierflügelige Hofanlage in Backstein, um 1825 erbaut, Wohnhaus zweigeschossig in 7 : 2 Achsen, dreiachsiger Mittelrisalit und Flachgiebel, an den Ecken des Hauses Pilaster, Türgewände und Fensterbänke in Blaustein, Krüppelwalmdach; der Wirtschaftsflügel zur Friedhofstraße hin mit Liesenengliederung zum Teil mit erneuerten Fenstern; zugehörig ein Grundstück und ein Vorgarten mit umfassender Mauer in Backstein, vor dem Haus und an der Seite des Hauses mit einem eisernen neugotischen Ziergitter. | 1832                                          | 1. Februar 1995                                             | 20              |
| Wohnhaus                           | Wohnhaus                            | Beeck Prämienstraße 78 Karte                       | Vierflügeliger Backsteinhof aus dem Jahre 1726, giebelständiges Wohnhaus, zweigeschossige mit einem Giebelgeschoss, die ersten zwei Achsen mit mittlerer Tür, seitlich sechs Achsen, Fenster weitgehend erneuert, vergrößert und verbreitert, Krüppelwalmdach, an der Querseite die Jahreszahl 1726 in Ankersplinten, Wirtschaftsflügel mit 2 Toreinfahrten, das Wohnhaus hat zur Holtumer Straße hin eine Toreinfahrt. | ca. 1726                                      | 1. Februar 1985                                             | 22              |
| weitere Bilder                     | Pfarrkirche                         | Wegberg Rathausplatz Karte                         | Errichtet im Kern 15./16. Jahrhundert; südlich Seitenschiff und Querhaus von 1860, Wiederherstellung nach starker Beschädigung im Zweiten Weltkrieg. Dreischiffige Hallenkirche mit vorstehenden romanischen Westturm und Querhausanlage mit Chor in Backstein. Von dem Langhaus sind noch fünf Joche des Mittelschiffes und des nördl. Seitenschiffes trotz der Kriegseinwirkungen als alt erkennbar. Das nördliche Seitenschiff hat nach Westen drei niedrige und folgend zwei höhere Joche, deren Fassade in Tuff und Ziegelmauerwerk (verfugt) wechselt, ebenso die Pfeiler (Abdeckung in Sandstein). Die Spitzbogenfenster sind nachträglich verkürzt (zweiteilig mit einfachem Sandsteinmaßwerk). An der Kopfseite des Seitenschiffes ein kleiner, stark verwitterter Marmorstein. Westturm viergeschossig aus Ziegelmauerwerk. Die beiden Mittelgeschosse mit Eck- und Mittellisenen, jedes Feld mit einem Spitzbogenfries abschließend; an erhalten. An der Glockenstube nur Ecklisenen. Schmale Rundbogenfenster und achtseitiger Helm. Im Inneren eine Barockkanzel und von der neugotischen Ausstattung sind die Kirchenstühle, zwei Beichtstühle und die Orgelbühne. | 15.–16. Jahrhundert                           | 15. April 1985                                              | 135             |
| Kloster (ehem. Kreuzherrenkloster) | Kloster (ehem. Kreuzherrenkloster)  | Wegberg Rathausplatz Karte                         | Dreigeschossige, dreiflügelige Anlage in Backstein mit Walmdächer, der Hof zur Straße durch eine hohe Mauer mit Portal geschlossen; die Klostergebäude durch erneuerte und neue Fensteröffnungen weitgehend verändert; Türgewände in Blaustein, ebenso das Portal in Blaustein, mit einer giebelartigen Umrahmung. | 18. Jahrhundert                               | 15. April 1985                                              | 147             |
| weitere Bilder                     | Pfarrkirche                         | Rath-Anhoven Rather Straße Karte                   | Spätklassizistische Hallenkirche mit Tonnengewölbe über dem Mittelschiff und über dem Chor aus dem Jahre 1830. Spätere Anbauten und ein Turm aus dem Jahre 1888 haben das Äußere in seinem Ursprung verändert. Das Äußere ist in Backstein gemauert. Von älteren Ausstattungen sind u. a. Reliefs, der Kreuzweg sowie einige Figuren, u. a. eine gotische Barbara und eine Katharina, heute noch erhalten. Ornamentale Glasscheiben befinden sich in den Fenstern. | 1830                                          | 1. Februar 1985                                             | 74              |
| Kreuz                              | Kreuz                               | Rath-Anhoven Rather Straße 10 Karte                | Errichtet 1746, Holz mit Korpus und überdacht; im Sockel Inschrift „Crux S. Missiones 1746“ | 1746                                          | 1. März 1985                                                | 78              |
| Kreuz                              | Kreuz                               | Rath-Anhoven Rather Straße 79 Karte                | Errichtet Mitte 18. Jahrhundert, Holz mit Korpus; an dem zugehörigen Hof eine Mauernische; darüber eine Überdachung aus dem 19. Jahrhundert mit einer kleinen Glocke; lt. Inschrift Missionskreuz. | 1771                                          | 1. März 1985                                                | 79              |
| Wohnhaus                           | Wohnhaus                            | Rath-Anhoven Rather Straße 79 Karte                | Errichtet 1884; vierflügeliger Backsteinhof; Wohnhaus zweigeschossig in vier Achsen; die Nebengebäude zum Teil erneuert; (seitlich in einer Nische 200 Jahre altes Missionskreuz). Die Unterschutzstellung bezieht sich nur auf die zur Rather Straße gelegene Gebäudeteile | 1884                                          | 1. März 1985                                                | 82              |
| Wohnhaus                           | Wohnhaus                            | Rath-Anhoven Rather Straße 91 Karte                | Errichtet im frühen 18. Jahrhundert; zweigeschossiges Fachwerkhaus | 18. Jahrhundert                               | 1. März 1985                                                | 83              |
| Wohnhaus                           | Wohnhaus                            | Rath-Anhoven Rather Straße 95 Karte                | Das Gebäude wurde 1902 von dem Lederfabrikanten Heinen aus Mönchengladbach im Stil einer kleinen Fabrikantenvilla errichtet. Das zweigeschossige Backsteinhaus wurde in breiten Achsen und einachsigem Mittelrisalit mit einem Erker im Obergeschoss gegliedert. Im Erdgeschoss bildete man die rundbogigen Fenster als zweifach gekuppelte Öffnungen aus und legte auf der rechten Seite eine Toreinfahrt an. Die Fenster im Obergeschoss sind hochrechteckig mit stichbogigem Sturz. Alle Fenster verfügen über reizvoll ornamental geprägte Rollladenabdeckungen aus Zink. Die Fensterrahmen wurden stark durchmodelliert. Das Haus zeigt sowohl im Äußeren wie auch im Inneren einen sehr reichen Stuckschmuck aus der Zeit des Jugendstils. Die Stuckelemente weisen zum großen Teil Jagdszenen auf. Die befahrbare Tordurchfahrt ist ebenfalls stuckiert und verfügt in der Hauseingangstür über eine Ätzglasscheibe ebenfalls in Jugendstilformen. In den Räumen trifft man auf Stuckrosetten im Stil der Zeit und auf stuckierte Kehlen. Über den Türen befinden sich Supraporten. Der Stuck im Wohnzimmer ist als eine Art Fachwerk in Kassetten ausgebildet. Auf der Rückseite der Küche ist ein Erker angebaut mit drei bleiverglasten Farbfenstern. An der ganzen Ausführung macht sich der städtische Bauherr bemerkbar. | 19. Jahrhundert                               | 7. Dezember 1994                                            | 161             |
| Wohnhaus                           | Wohnhaus                            | Rath-Anhoven Rather Straße 108 Karte               | Errichtet in der zweiten Hälfte des 19. Jahrhunderts, vierflügeliger Backsteinhof; zweigeschossiges Wohnhaus in sechs Achsen und einer Torachse; Türgewände und Fensterbänke in Blaustein; von den Nebengebäuden ist die rückwärtige Scheune zum Teil in Fachwerk ausgeführt. | Zweite Hälfte des 19. Jahrhunderts            | 1. März 1985                                                | 84              |
| Wohnhaus                           | Wohnhaus                            | Rath-Anhoven Rather Straße 114 Karte               | Errichtet Ende des 19. Jahrhunderts; vierflügeliger Backsteinhof; Wohnhaus zweigeschossig in fünf Achsen und Torachse; Fassade reich gegliedert; rechts anschließend ein zweigeschossiger etwas niedriger Wirtschaftsteil; die übrigen Wirtschaftsgebäude zum großen Teil erneuert. | 19. Jahrhundert                               | 1. März 1985                                                | 85              |
| Fachwerkhof                        | Fachwerkhof                         | Harbeck Rebhuhnweg Karte                           | Vierflügeliger Fachwerkhof aus dem 18. Jahrhundert; Wohnhaus eingeschossig z. T. mit Backstein verblendet, z. T. verputzt; mit Krüppelwalmdach in Reet; von den Wirtschaftsflügeln der eine um 1900 in Backstein erneuert, der andere vollständig erneuert; die rückwärtige Scheune in Fachwerk. | 18. Jahrhundert                               | 1. Februar 1985                                             | 46              |
| weitere Bilder                     | Kapelle Am Friedhof                 | Rath-Anhoven Rheinweg/Am Friedhof Karte            | Kern erste Hälfte des 19. Jahrhunderts; verputzt; im Inneren neuer Altaraufbau, zum Teil in älteren Stücken und Figuren. | 19. Jahrhundert                               | 1. März 1985                                                | 75              |
| Fachwerkscheune                    | Fachwerkscheune                     | Schwaam Rickelrather Straße Karte                  | Errichtet im 18. Jahrhundert; Fachwerkscheune, (ursprünglich wohl reetgedeckt) mit einem Walmdach, das zugehörige Wohnhaus aus dem 19. Jahrhundert. | 18. Jahrhundert                               | 1. April 1985                                               | 116             |
| Backstein-Hofanlage                | Backstein-Hofanlage                 | Schwaam Rickelrather Straße 30 Karte               | Errichtet im 19. Jahrhundert und Anfang des 20. Jahrhunderts; vierflügeliger Backsteinhof, giebelständiges, zweigeschossiges Wohnhaus in drei Achsen mit einem großen Krüppelwalm; die Fassade Anfang des 20. Jahrhunderts neu verputzt und mit Stuckornamenten versehen; an der Fassade die Jahreszahl 1834 und 1902; Wirtschaftsflügel zum Teil verändert. | 1854                                          | 1. April 1985                                               | 113             |
| Reetdachgehöft                     | Reetdachgehöft                      | Schwaam Rickelrather Straße 34 Karte               | Vierflügeliger Hof, Wohnhaus ein Reetdachhaus, ursprünglich Fachwerk im Erdgeschoss, in Backstein erneuert, eingeschossig. Der Giebel in Fachwerk, in einem ausgemauerten Gefach des Giebels ist die Jahreszahl 1616. An der Fassade darunter die Jahreszahl 1744 in Ankersplinten. Zu dieser Epoche gehören alle Fenster im Erdgeschoss. Die Wirtschaftsgebäude aus dem 19. Jahrhundert mit einem Krüppelwalmdach. In der Toreinfahrt ein Türkeilstein mit Monogramm und der Jahreszahl 1854. | 17., 18., und 19. Jahrhundert                 | 1. April 1985                                               | 114             |
| Reetdachgehöft                     | Reetdachgehöft                      | Schwaam Rickelrather Straße 4 Karte                | Reetdachgehöft aus dem 18. Jahrhundert, Front massiv, seitlich Fachwerk | 18. Jahrhundert                               | 1. Dezember 1984                                            | 115             |
| Reetdachgehöft                     | Reetdachgehöft                      | Schwaam Rickelrather Straße 50 Karte               | Errichtet im 18. Jahrhundert; eingeschossiges Reetdachgehöft in Fachwerk jetzt Scheune; der linke Teil des Gehöftes in Backstein erneuert; das Dach des Wohnhauses verändert. | 18. Jahrhundert                               | 1. April 1985                                               | 112             |
| Ehemaliges Friedhofskreuz          | Ehemaliges Friedhofskreuz           | Rath-Anhoven Rochusstraße Karte                    | Errichtet 1851; hohes Blausteinkreuz mit Sockel und eisernem Korpus; im Sockel eine Inschrift mit Datierung 1851. | 1851                                          | 1. März 1985                                                | 80              |
| Fachwerkhaus                       | Fachwerkhaus                        | Dalheim Rödgener Straße 17 Karte                   | Klassizistisches Doppelhaus; Ziegelstein mit besonders aufgesetzten Lagerfugen; zweigeschossig, fünfachsig; Mittelachse Hauseingangstür mit profiliertem Stuckgewände; Tür und Fenster mit stichbogigem Sturz; Traufgesims mit großen Konsolen; Satteldach; giebelseitig zwei gekuppelte, schlanke Rundbogenfenster mit Pilastergliederung. | unbekannt                                     | 14. Mai 1985                                                | 36              |
| Wohnhaus                           | Wohnhaus                            | Dalheim Rödgener Straße 19 Karte                   | Die Rödgener Straße 19 war ursprünglich eine mehrflügelige Hofanlage, deren Scheune bereits vor einigen Jahrzehnten zur Schuhmacherei umgebaut wurde. Das ehemalige Wohnhaus erhielt um 1930 einen neuen Backsteinsockel, dabei wurde vermutlich auch die hofseitige Außenwand um 1 m nach außen verlegt. Durch die Verlegung der Haustür auf die dem ehemaligen Hof entgegengesetzten Traufseite entstand im Erdgeschoss des Giebels eine vierachsige Fensteraufteilung. Neben der Haustür sind die ehemaligen, jetzt zugemauerten Stallöffnungen noch ablesbar. Im Fachwerkgiebel darüber befinden sich noch zwei Fenster. Das schlichte Haus ist überdeckt mit einem Satteldach und zeigt im Inneren noch einen Teil der alten Kölner Decken und Fachwerkwände. Die ehemalige Hofanlage ist als Ganzes ein Denkmal. Als ältester Hof ist sie bedeutend für die Geschichte Dalheim-Rödgens und seiner Bewohner. | Ende 18. Jahrhundert                          | 17. Oktober 1990                                            | 156             |
| Wohnhaus                           | Wohnhaus                            | Dalheim Rödgener Straße 72 Karte                   | Klassizistisches Doppelhaus; Ziegelstein mit besonders aufgesetzten Lagerfugen; zweigeschossig, fünfachsig; Mittelachse Hauseingangstür mit profiliertem Stuckgewände; Tür und Fenster mit stichbogigem Sturz; Traufgesims mit großen Konsolen; Satteldach; giebelseitig zwei gekuppelte, schlanke Rundbogenfenster mit Pilastergliederung. | unbekannt                                     | 14. Mai 1985                                                | 37              |
| Wohnhaus                           | Wohnhaus                            | Dalheim Rödgener Straße 74 Karte                   | Klassizistisches Doppelhaus; Ziegelstein mit besonders aufgesetzten Lagerfugen; zweigeschossig, fünfachsig; Mittelachse Hauseingangstür mit profiliertem Stuckgewände; Tür und Fenster mit stichbogigem Sturz; Traufgesims mit großen Konsolen; Satteldach; giebelseitig zwei gekuppelte, schlanke Rundbogenfenster mit Pilastergliederung. | unbekannt                                     | 14. Mai 1985                                                | 38              |
| Westwallbunker                     | Westwallbunker                      | Dalheim Rödgener Straße 78–82 Karte                | Am Nordrand der Ortslage Rödgen steht östlich der Rödgener Straße ein Bunker des Westwalls. Der 8,80 × 16,10 m Bunker hat außer den beiden Mannschaftsräumen (a und b), in denen 27 Mann untergebracht werden konnten, noch die sog. Flankierungsanlage (c). Sie diente der Sicherung beider Eingänge, und von hier führte der Noteinstieg ins Freie. Rechts ist der Kampf- oder Beobachtungsraum an den Bunker angebaut, dessen Maschinengewehrscharte den durch die Niederung des Helpensteiner Baches verlaufenden Damm der Rödgener Straße sichern sollte. Am 28. Mai 1938 gab Adolf Hitler den Befehl für den beschleunigten Ausbau des Westwalls. Bereits am 1. Juni 1938 übernahm das Heeresgruppenkommando 2 die Oberleitung des Ausbaues. Entlang der belgischen und niederländischen Grenze entstand bis zum Herbst 1940 eine aus teilweise zwei hintereinander gestaffelten Linien bestehende Bunkerstellung. Trotz großem propagandistischen Aufwand bildete der Westwall 1944/45 für die Alliierten Streitkräfte kein bedeutendes militärisches Hindernis. Bereite im September 1944 stießen amerikanische Truppen im Raum Monschau und Aachen durch den Westwall. Am 23. Februar 1945 überschritten amerikanische Truppen die Rur weiter südlich. Nach wenigen Tagen erreichten sie auch Rödgen und besetzten die Bunker in diesem Raum. Der Westwall gehört mit seiner materiellen Hinterlassenschaft zu den Denkmälern aus unserer unmittelbaren Vergangenheit. Als Befestigungsanlage ist er bedeutend für die Geschichte der Menschen in Deutschland sowie der Entwicklung der Fortifikationstechnik. Er erfüllt die Voraussetzungen gemäß § 2 DSchG NRW zum Eintrag auch als Bodendenkmal in die Denkmalliste. An seinem Schutz und seiner Erhaltung besteht ein öffentliches Interesse. | um 1940                                       | 30. März 1993                                               | 159             |
| Fachwerkhaus                       | Fachwerkhaus                        | Watern Schilfweg 14 Karte                          | Errichtet um 1800; eingeschossiges Fachwerkhaus mit überstehendem Dach, eine Seite massiv; andere Seite zum Teil massiv, der dazugehörige seitliche Flügel weitgehend erneuert. | 1800                                          | 15. April 1985                                              | 133             |
| weitere Bilder                     | Wassermühle                         | Balkhoven Schrofmühle 2 Karte                      | Wassermühle aus dem 18. und 19. Jahrhundert. Vierflügelige Anlage in Backstein; Wohngebäude zweigeschossig in acht Achsen, Türgewände und Fensterbänke teilweise in Naturstein, wahrscheinlich im 19. Jahrhundert errichtet, noch erhalten der Mühlenbach und das Mühlrad, Wirtschaftsflügelhof seitlich teilweise in Fachwerk. (Die Mühle wurde in den letzten Jahren restauriert und instand gesetzt. Die funktionsfähige Mühle wird zum Mühlenmuseum ausgebaut.) | 18. Jahrhundert                               | 10. Mai 1985                                                | 8               |
| Fachwerkhof (Reetdachgehöft)       | Fachwerkhof (Reetdachgehöft)        | Rickelrath Schwaamer Straße 7 Karte                | Kern der Hofanlage aus dem 15. Jahrhundert; Erweiterung im 18. Jahrhundert; fränkische Hofanlage in Fachwerk mit Reetdach; nach Auskunft des Besitzers ist das Balkenwerk noch aus dem 15. Jahrhundert; über der Tür ein spät eingefügter Balken mit Monogramm und Jahreszahl 1769 | 1769                                          | 1. April 1985                                               | 107             |
| weitere Bilder                     | Kapellchen                          | Merbeck St. Maternusstraße Karte                   | Errichtet Ende des 19. Jahrhunderts; Backstein; ursprünglich eine Annakapelle, jetzt im Inneren ein Kruzifix in Holz mit Korpus; neugotisch. | 1908                                          | 1. Februar 1985                                             | 66              |
| weitere Bilder                     | Pfarrkirche u. Friedhofskapell      | Merbeck St. Maternusstraße 1 Karte                 | Errichtet 1903/04; neugotische, dreischiffige Backsteinhalle, im Inneren verputzt; mit nicht ausladendem Querhaus; polygonalem Chor und vorgesetztem Westturm; im Inneren komplett erhaltene neugotische Ausstattung, incl. Glasfenster; mit neuer Orgel. | 1903/04                                       | 1. Februar 1985 (1.) 24. April 1990 (2.) 12. Juni 2008 (3.) | 65              |
| Pfarrhaus                          | Pfarrhaus                           | Merbeck St. Maternusstraße 3 Karte                 | Errichtet um 1900; zweigeschossig in sechs Achsen; Backstein; an eine Ecke Heiligenfigur (wahrscheinlich St. Josef) mit Konsole und Baldachin. | um 1900                                       | 1. Februar 1985                                             | 70              |
| Bildstock                          | Bildstock                           | Wegberg Tüschenbroicher-/Maaseiker Straße Karte    | Errichtet 1778; in der Fassade des Hauses Tüschenbroicher Straße 1 zur Maaseiker Straße hin, eingelassenes barockes Heiligenhäuschen, zweigeteilt in Blaustein mit Inschrifttafel: „HOC PIETATIS SIGNUM IN HONOREM B. MARIAE V. ET S. ROCHI DEO SACRATUM GELR AUSTRIACA COMMUNITAS PRO INCOLUMITATE PATRIAE PARENTUM JOSEPHI II. CAES. INV. O. M. ET MARIAE THERESIAE IMP. O. ET SALUTE PATRIAE MDCCLXXVIII.“; schmiedeeisernes Gitter; die Nische enthält eine bemalte Tonfigur des hl. Rochus. | 1778                                          | 15. April 1985                                              | 138             |
| Wohnhaus                           | Wohnhaus                            | Wegberg Venloer Straße 129 Karte                   | Wie in vielen rheinischen Städten überschritt auch in Wegberg nach dem Bau der Eisenbahn die Bebauung die ursprünglichen Grenzen. Wegberg entwickelte sich um die Jahrhundertwende zwischen dem Ortskern und der Eisenbahnstrecke von Arsbeck nach Mönchengladbach weiter. Die Eisenbahn ermöglichte die Niederlassung von Industrie am Bahnhof von Wegberg, in der Regel jedoch bereits jenseits der Eisenbahn. Im Zuge dieser Entwicklung entstand ebenfalls eine Reihe von privaten Wohnhäusern entlang der Bahnhof- und der Venloer Straße. Aus diesen Häusern fällt das 1906 errichtete Gebäude an der Venloer Straße 129 durch seine typische für Wegberg in dieser Zeit jedoch unübliche städtische Ausbildung heraus. Die Venloer Straße bildet eine unübersehbare Marke an der Grenze zwischen Wegberg und Harbeck. Das Haus verfügt über eine schlichte Putzfassade mit Eckquaderung und dem für die Zeit typischen Brettbachwerk in den Giebelfeldern unter dem Krüppelwalm der Straßenseite. Die Ideale des malerischen Bauens des 19. Jahrhunderts sowohl, als auch bereits Anklänge des Jugendstils, sind in Fassadengestaltung und Dekor erkennbar. Über einem winkelförmigen Grundriss erhebt sich ein zweigeschossiges Gebäude in jeweils zwei Achsen im stadtseitigen Giebel und der anschließenden Traufseite sowie einer Achse mit gekuppelten Fenstern in den Obergeschossen. Im Brüstungsfeld unter den Fenstern im 1. Obergeschoss befindet sich eine Vignette in Jugendstilformen mit der Inschrift: „Errichtet AR 1906 GF“. In den Gebäudewinkel wurde als Eingangsüberdachung ein Altan gestellt mit flachgeneigtem Walmdach. Über Pfeilern mit Kapitellen erhebt sich auf jeder Seite ein Rundbogen. In der ziegelsichtigen Mauer der Rückseite befinden sich zwei zugemauerte Fenster im Obergeschoss. Die Eingangssituation, das Treppenhaus und die zeittypischen flachen Friesreliefs an den Wänden unterhalb der Decke noch unverändert erhalten. Die weitgehende Erhaltung und das deutliche Herausfallen aus der üblichen Bebauung dieser Periode macht das Gebäude bedeutend für Wegberg und seine Bewohner. Die oben ausgeführte Beschreibung liefert die städtebaulichen künstlerischen und wissenschaftlichen Gründe für ein öffentliches Interesse an der Erhaltung und Nutzung nach § 2 DSchG NRW. | 19. Jahrhundert                               | 26. Juni 2001                                               | 167             |
| Wohnhaus                           | Wohnhaus                            | Rath-Anhoven Venrather Straße 2 Karte              | Errichtet 1855, Wohnhaus eines Bauernhofes in Backstein mit Krüppelwalmdach; zweigeschossige in fünf Achsen; Türgewände und Fensterbänke in Blaustein; auf dem Türsturz Monogramm und Jahreszahl 1855, darüber Nische mit moderner Marienfigur. | 1855                                          | 1. März 1985                                                | 86              |
| Wohnhaus                           | Wohnhaus                            | Rath-Anhoven Venrather Straße 4 Karte              | Backsteinwohnhaus zweigeschossig, vierachsig; Fensterläden, rundbogige Fensterstürze; Türgewände aus Zementstuck; Satteldach; Traufgesims mit Klötzchenfries. | 1855                                          | 1. März 1985                                                | 87              |
| Kreuz                              | Kreuz                               | Holtum Weg nach Isengraben Karte                   | Blaustein aus der ersten Hälfte des 19. Jahrhunderts, mit zweiteiligem Sockel, in einer Nische eine Marienfigur, das Kreuz mit Korpus. Kreuzinschrift: Gelobt sei Jesus Christus, Mein Jesus Barmherzigkeit | um 1800                                       | unbekannt                                                   | 49              |
| Landgasthof mit Nebengebäuden      | Landgasthof mit Nebengebäuden       | Schwaam Zum Thomeshof 4 Karte                      | Es handelt sich um den ursprünglich ersten „Tante-Emma-Laden“ des Ortsteiles Schwaam mit angeschlossener Kneipe. Danach wurde die Gastwirtschaft im Hause „Zum Thomeshof 4“ betrieben. Mitte der 90er Jahre wurde der Gasthof zu einem Landgasthof mit Pension erweitert, die landwirtschaftliche Nutzung ganz aufgegeben. Die vierseitige Hofanlage wurde zu einem großen Teil instand gesetzt. Im Jahre 1997 erhielt sie in Anlehnung an den benachbarten Hof ein Reetdach. Aus ortsgeschichtlichen Gründen besteht ein Interesse am Erhalt. | 18. Jahrhundert                               | 22. Januar 2002                                             | 168             |
| Fachwerkhof (Reetdachgehöft)       | Fachwerkhof (Reetdachgehöft)        | Schwaam Zum Thomeshof 7 Karte                      | Errichtet im Jahre 1614; dreiflügeliger Fachwerkhof; giebelständiges eingeschossiges Wohnhaus, mit Reetdach gedeckt und Krüppelwalmdach; die Wirtschaftsflügel wohl ursprünglich auch mit Reetdach gedeckt, auch Krüppelwalm. | 1614                                          | 1. April 1985                                               | 111             |
| weitere Bilder                     | Hofanlage (ehem. Wassermühle)       | Watern Zur Bockenmühle 3 Karte                     | Errichtet 1829; vierflügelige Anlage in Backstein; zweigeschossiges Wohnhaus in vier Achsen, Türgewände und Fensterbänke in Blaustein sowie Globen an den Fenstern in Blaustein; im Türsturz Monogramm und Jahreszahl 1829; Mühlteich, Stauwehr sowie ein eisernes Mühlrad ist noch vorhanden; von der vierflügeligen Anlage sind die rückwärtigen anschließenden Seitenflügel erneuert bzw. nicht mehr vorhanden. | 1829                                          | 15. April 1985                                              | 131             |
| weitere Bilder                     | Hofanlage (ehem. Wassermühle)       | Watern Zur Bischofsmühle 6 Karte                   | Errichtet im 18. und 19. Jahrhundert; Wassermühle, die später auf Dampfkraft umgeschaltet wurde; Wohngebäude zweigeschossig mit Walmdach, wohl aus dem Ende des 18. Jahrhunderts im rechten Winkel dazu das neuere Maschinenhaus aus dem 19. Jahrhundert und mit einem Grundriss runden Backsteinkamin; Mühlenbach und Stauwehr. | 18. und 19. Jahrhundert                       | 15. April 1985                                              | 132             |
| weitere Bilder                     | Waldkapelle                         | Tüschenbroich Zur Ulrichskapelle Karte             | Errichtet im 17./18. Jahrhundert; achteckiger Kapellenbau in Backstein, weiß geschlämmt, mit einem geschweiften Dach und Laterne mit Glockenstuhl. | 17./18. Jahrhundert                           | 1. April 1985                                               | 117             |
| weitere Bilder                     | Schloss mit Kastanienallee          | Tüschenbroich Zur Ulrichskapelle 1 Karte           | Schloss 1172 zuerst erwähnt, Kern um 1500 erbaut; Hauptgebäude heute 17. und 18. Jahrhundert; weiträumige Wasseranlage, der Vorgängerbau stand ursprünglich auf einer Motte; die heutige Burg auf quadratischer Insel gelegen; von der Zeit um 1500 nur noch ein Teil der zweigeschossigen Wohnhausflügel mit Ecktor und Farben; Backstein zum Teil mit Blausteingliederung. Ein Eckturm und die Reste eines zweiten Turmes noch erhalten. | erste Erwähnung 1172                          | 1. April 1985                                               | 118             |
| weitere Bilder                     | Wassermühle (Ölmühle)               | Tüschenbroich Zur Ulrichskapelle 5 Karte           | Errichtet in der Mitte des 18. Jahrhunderts; dreiflügeliger Fachwerkbau; das Mühlhaus zweigeschossig mit Reetdach; Wasserrad noch vorhanden. | Ursprung 14./15. Jahrhundert                  | 1. April 1985                                               | 120             |
| Backsteinhofanlage                 | Backsteinhofanlage                  | Schwaam Zum Thomeshof 27 Karte                     | Geschlossene Backsteinhofanlage, 18./19. Jahrhundert, Teil einer Bauernhofzeile auf der Terrassenkatte oberhalb der Schwalmniederung; zur Straßenseite Torhaus und zweigeschossiges traufständiges Wohnhaus, drei Fensterachsen mit Schlagläden. Baukörper nach Funktion in Höhe und Breite (Wohnhaus, Torhaus, Ställe, Scheune) differenziert, die ehem. Wirtschaftsbauten mit nach außen weitgehend geschlossenen Wand- und Dachflächen (ehem. Scheune, heute Stall im Osten starker verändert). Zum Hof und im Inneren wichtige historische Details erhalten wie Fenster, gusseiserne Stützen und verschiedene Decken, darunter Kappendecke und Kölner Decke mit schweren eichenen Unterzugbalken im OG des Wohnhauses. Im Hof bemerkenswert der historische Keienboden, ein ehemals regionaltypisches, heute seltenes Element. Der Hof ist als prägender Bestandteil einer intakt erhaltenen historischen Siedlungsstelle bedeutend für Wegberg. Historisch regionaltypische, noch anschaulich erhaltenen geschlossenen Hofanlage mit wesentlicher historischer Bausubstanz, daher erhaltenswert aus wissenschaftlichen, hier architekturgeschichtlichen Gründen. Hinzu kommen städtebauliche, hier kulturlandschaftsprägende Gründe. | 18./19. Jahrhundert                           | 7. Oktober 2011                                             | 171             |